# Storia dei Seattle Seahawks

Il logo dei Seattle Seahawks

I Seattle Seahawks sono un club di football americano professionistico nato nel 1976 con sede a Seattle, Washington, USA. Questa voce approfondisce la storia del Seattle Seahawks American Football Club.

## Panoramica
Il 15 giugno 1972 la Seattle Professional Football Inc., un gruppo di uomini d'affari di Seattle molto influenti sulla comunità, annunciò la sua intenzione di portare una franchigia NFL a Seattle, WA. Circa due anni dopo, il 4 giugno 1974, l'NFL diede alla città la sua franchigia, come team di espansione della lega. Il 5 dicembre 1974, il commissioner dell'NFL Commissioner Pete Rozelle annunciò l'accordo ufficiale con Lloyd W. Nordstrom, rappresentante della famiglia Nordstrom come partner di maggioranza del consorzio. Nordstrom morì poco dopo per un attacco di cuore, prima che i Seahawks giocassero la loro prima partita.

Il primo logo della franchigia, utilizzato fino al 2001.

Il 5 marzo 1975, John Thompson, ex direttore esecutivo del consiglio direttivo dell'NFL Management Council ed ex direttore dei Washington Huskies, fu assunto come general manager della squadra ancora senza nome. Il nome Seattle Seahawks ("Seahawk" significa falco pescatore) fu scelto il 17 giugno 1975 dopo un concorso pubblico che attirò oltre 20.000 voti e 1.700 diversi nomi. Il nome "Seahawks" fu suggerito da Mary Hoolahan di Seattle. Thompson reclutò e assunse Jack Patera, assistente allenatore dei Minnesota Vikings, come primo capo-allenatore dei Seahawks. Patera fu presentato come nuovo allenatore il 3 gennaio 1976. Il draft di espansione si tenne il 30 e 31 marzo 1976, con Seattle e i Tampa Bay Buccaneers che si alternavano nella scelta di giocatori resi disponibili dalle altre 26 squadre della lega. I Seahawks furono premiati con la seconda scelta assoluta del Draft NFL 1976 che usarono per selezionare il defensive tackle Steve Niehaus. La squadra scese in campo per la prima volta il 1º agosto 1976 in una gara di pre-stagione contro i San Francisco 49ers nell'appena costruito Kingdome.
I Seahawks sono l'unica squadra della NFL ad aver cambiato conference due volte nell'era post-fusione. La franchigia iniziò a giocare nel 1976 nella NFC West division ma scambiò conference con i Buccaneers dopo una stagione e passò alla AFC West. Questa nuovo riallineamento fu voluto dalla lega come parte del piano di espansione del 1976, così che entrambi i due nuovi expansion team potessero giocare due volte una contro l'altra e con ogni altra squadra dell'NFL durante le loro prime due stagioni. Nel 2002 i Seahawks furono fatti tornare nella NFC West come parte del piano di riorganizzazione della NFL che divise ogni conference in quattro division, ognuna di quattro squadre. Questo avvenne dopo che gli Houston Texans furono aggiunti come 32ª squadra. Quest'altro riallineamento rimise nell'AFL i suoi team originari pre-fusione, cioè Denver, San Diego, Kansas City e Oakland.
Seattle ha vinto undici titoli di division nella sua storia: i titoli della AFC West nel 1988 e nel 1999, e i titoli dal 2004 al 2007 e 2010, 2013, 2014, 2016 e 2020 nella NFC West. Ha vinto la finale dell'NFC Championship nel 2005 andando a perdere nel Super Bowl XL contro i Pittsburgh Steelers (anche se non senza controversie, come testimonia la serie NFL Films che ha piazzato il Super Bowl XL al numero 8 nella sua top ten delle chiamate più controverse della storia). Prima del 2005, Seattle aveva la peggior serie di sconfitte nei playoff della NFL, dovendo ritornare alla stagione 1984 per trovare l'ultima vittoria. Questa striscia negativa fu interrotta con la vittoria per 20–10 sui Washington Redskins nei playoff dei 2005. Il primo titolo per la franchigia è arrivato nel 2013, battendo i Denver Broncos nel Super Bowl XLVIII per 43-8. L'anno seguente la franchigia fece ritorno alla finalissima ma fu sconfitta dai New England Patriots.

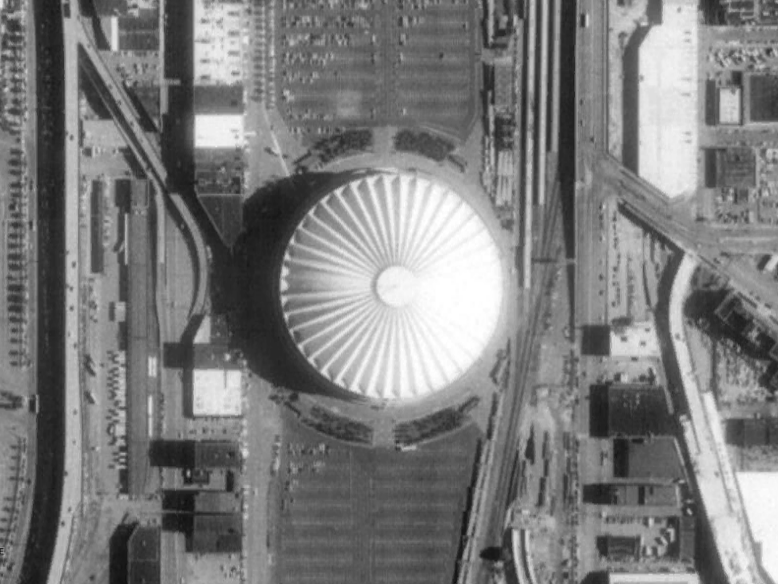
Il Kingdome (1976-2000)

## 1976-1979
I Seahawks ottennero la loro più grande "vittoria" ancor prima di scendere in campo per la prima partita di stagione regolare della loro storia. Il 26 agosto 1976 infatti scambiarono una scelta dell'ottavo giro del draft del 1977 con gli Houston Oilers per avere il wide receiver, futuro membro della Pro Football Hall of Fame, Steve Largent. La prima vittoria sul campo della franchigia giunse il 17 ottobre 1976 contro i Tampa Bay Buccaneers, l'altro team di espansione entrato quell'anno, per 13-10 a Tampa Bay. Il 7 novembre vinsero la loro prima gara in casa, 30-13 sugli Atlanta Falcons. Queste furono le uniche vittorie della stagione inaugurale che terminò con un record di 2-12. Ad ogni modo, le eccitanti giocate del quarterback Jim Zorn e Largent servirono a catalizzare l'attenzione dei tifosi.
I Seahawks ospitarono il Pro Bowl il 17 gennaio 1977 al Kingdome, facendo registrare il tutto esaurito con 63.214 spettatori con l'AFC che superò l'NFC 24-14. Fu il primo Pro Bowl a far registrare un tutto esaurito della storia.
Sempre nell'ambito che portò loro Largent, i Seahawks scambiarono la loro scelta del primo giro del draft 1977 coi Dallas Cowboys in cambio di una scelta del primo e tre del secondo giro. Dallas scelse Tony Dorsett con la scelta ottenuta da Seattle.
La stagione 1977 iniziò con quattro sconfitte consecutive prima che Tampa Bay arrivasse in città. I Seahawks vinsero l'"Expansion Bowl II" per 30-23. Due settimane dopo avvenne il fatto più importante della stagione, quando Jim Zorn tornò dopo quattro gare saltate per infortunio, lanciando 4 passaggi da touchdown nella vittoria per 56-17 sui Buffalo Bills al Kingdome. Il 1977 dei Seahawks sarebbe terminato con un record di 5-9, stabilendo un nuovo primato per una franchigia al secondo anno.
Nel 1978, i Seahawks vissero la loro prima stagione vincente con un record di 9-7, mentre il ricevitore Steve Largent finì secondo nella classifica NFL per yard ricevute, con 1.168 yard, Jack Patera fu nominato allenatore dell'anno e Jim Zorn fu nominato giocatore dell'AFC dell'anno dal Touchdown Club di Washington. Tra i migliori momenti della stagione, ci fu il giorno in cui i Seahwaks diventarono la prima squadra a battere i Raiders in entrambe le sfide stagionali dal 1965 (27-7 in casa e 17-16 a Oakland).
Il 1979 vide i Seahawks attrarre un grande seguito nazionale con il loro primo Monday Night Football, il 29 ottobre 1979, contro gli Atlanta Falcons. Dopo essere stati in svantaggio 14-0, I Seahawks rimontarono e vinsero 31-28. Un passaggio fintato per il field goal da Zorn al kicker Efren Herrera condusse Howard Cosell ad esclamare "i Seahawks stanno dando a tutta la nazione una lezione di football!". Il momento positivo però duro poco: la settimana seguente i Seahawks stabilirono un record negativo per la NFL per il minor numero di yard conquistate (meno di 7) nella sconfitta 24-0 coi Los Angeles Rams al Kingdome. La squadra però si riprese da quella prestazione imbarazzante vincendo 5 delle ultime 6 gare, compreso un 30-7 sui New York Jets nel Monday Night, concludendo la stagione con un record di 9-7.

## 1979-1982
Dopo due stagioni consecutive con record positivi, i Seahawks nutrivano grandi speranze per gli anni a venire. Questo furono infrante però già nella stagione 1980. La franchigia perse le ultime 9 gare, passando da un record di 4-3 a un 4-12 finale. La disfatta consentì ai Seahawks di scegliere la safety Kenny Easley da UCLA nel primo giro del Draft NFL 1981.
Nel 1981, i Seahawks persero cinque delle prime sei gare, chiudendo la stagione con un record di 6-10. Steve Largent ebbe un'altra stagione notevole con 1.224 yard ricevute. Dave Krieg fece la sua prima apparizione da titolare al posto dell'infortunato Zorn il 6 dicembre 1981, completando 20 passaggi su 26 nella vittoria 27-23 sui Jets.
Nella stagione 1982, accorciata a nove partite a causa dello sciopero dei giocatori, i Seahawks licenziarono Patera dopo aver perso le prime due gare. L'allenatore ad interim Mike McCormack prese il suo posto per il resto della stagione e i Seahawks fecero registrare un record di 4-5.

## L'era di Chuck Knox (1983-1991)

### 1983

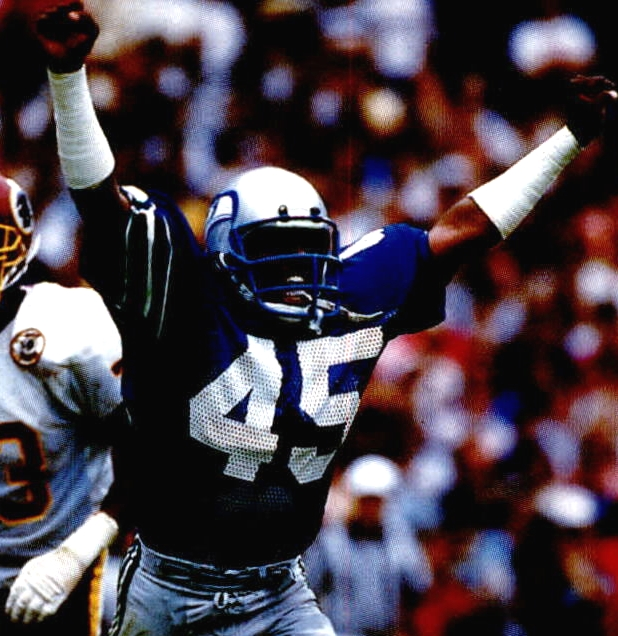
L'Hall of Famer Kenny Easley, uno dei leader della difesa di Seattle negli anni ottanta

Dopo la deludente stagione 1982, l'allenatore ad interim Mike McCormack tornò nella dirigenza, e i Seahawks assunsero Chuck Knox come capo allenatore. Nel 1983 Seattle arrivò a lottare per un posto nei playoff con un record di 6-6. Nella settimana 13, i Seahawks superarono i Kansas City Chiefs per 51-48 al Kingdome iniziando la loro serie positiva, che li portò a vincere due delle successive tre gare, guadagnando per la prima volta nella loro storia l'accesso alla post-season. Nel turno delle wild card i Seahawks superarono i Denver Broncos, guidati dal quarterback rookie John Elway 31-7. La settimana seguente all'Orange Bowl di Miami, i Seahawks guadagnarono 66 yard in cinque drive che culminarono nel touchdown della vittoria per Seattle 27-20 sui Miami Dolphins del quarterback rookie Dan Marino. L'esaltante stagione della franchigia terminò nell'AFC Championship Game dove persero coi futuri vincitori del Super Bowl XVIII, i Los Angeles Raiders, per 30-14. Malgrado la sconfitta finale, la stagione 1983 fu la prima in cui i Seahawks ottennero risultati importanti. Curt Warner corse per 1.449 yard, segnando 14 touchdown e venendo nominato AFC Rookie Of The Year. Chuck Knox fu nominato AFC Coach Of The Year.

### 1984
La prima gara della stagione 1984, vinta per 33-0 sui Cleveland Browns, si rivelò essere costosa in termini di infortuni, con Curt Warner che soffrì un infortunio al ginocchio che lo tenne fuori per tutta la stagione. Guidati dal quarterback Dave Krieg, i Seahawks stabilirono il record di franchigia di 8 vittorie consecutive con un record finale di 12-4. La difesa mise insieme 3 shutout. Uno dei tre si verificò il 4 novembre nella vittoria sui Chiefs 45-0 in una gara segnata da 4 touchdown nati da intercetti (a tutt'oggi un record nell'NFL). Due sconfitte nella ultime due gare costarono loro il titolo di division costringendoli a giocare il turno delle wild card contro i Raiders. I Seahawks grazie al running back Dan Doornink vinsero 13-7, in quella che sarebbe stata l'ultima vittoria ai playoff della squadra per oltre 21 anni. La settimana successiva persero coin i Miami Dolphins 31-10 nei divisional playoff. Chuck Knox fu nominato allenatore dell'anno per la seconda volta consecutiva.

### 1985-91

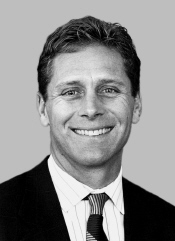
Steve Largent si ritirò nel 1989 dopo tredici stagioni tutte passate coi Seahawks

La stagione 1985 fu una delle più frustranti della storia della squadra. Seattle passò attraverso diverse serie di due vittorie consecutive alternate ad altrettante sconfitte consecutive, finendo 8-8. Il quarterback Dave Krieg passò 3.602 yard. La sconfitta finale in casa con i Denver Broncos, dopo essere stati in ampio vantaggio, fece da specchio al rendimento stagionale.
La stagione 1986 è generalmente considerata una buona annata sprecata. La partenza per 5-2 fu rovinata da quattro sconfitte consecutive. Il team in seguito si riprese, vincendo le ultime 6 gare della stagione in maniera convincente. In questa striscia furono comprese una vittoria in trasferta 31-14 sui Dallas Cowboys il Giorno del Ringraziamento, un 37-0 sui Los Angeles Raiders nel Monday Night Football e la vittoria finale 41-16 contro i futuri partecipanti al Super Bowl, i Denver Broncos. Malgrado un record di 10-6, i Seahawks fallirono la partecipazione ai playoff. Essi furono l'unica squadra a battere entrambe le partecipanti al Super Bowl (Denver e i New York Giants) nel 1986.
Il 1987 iniziò con alte aspettative e previsioni di una partecipazione al Super Bowl. I Seahawks vinsero una lotteria per la prima scelta del draft supplementare, dove chiamarono il linebacker da Oklahoma Brian Bosworth, vincitore del Butkus Award nel 1985 e 1986. La squadra del 1987, come Bosworth, non mantenne tali aspettative. Riuscì a qualificarsi ai playoff come wild card con un record di 9-6 ma fu sconfitta ai supplementari 23-20 contro gli Houston Oilers, una sfida segnata dalla controversa decisione arbitrale che annullò un intercetto di Fredd Young nel territorio degli Oilers nel periodo della sudden death.
Nel 1988, la squadra vinse il suo primo titolo della AFC West division, battendo i Los Angeles Raiders 43-37 in trasferta e finendo con un bilancio di 9-7. I Seahawks persero 21-13 nei divisional playoff contro i futuri partecipanti del Super Bowl, i Cincinnati Bengals. Nel 1988 Ken Behring acquistò il club dai proprietari originali, la famiglia Nordstrom. Un anno dopo avrebbe nominato l'ex capo-allenatore dei Los Angeles Raiders, Tom Flores presidente e general manager.
Il 1989 vide Seattle scendere a un record di 7-9. Durante la stagione, Brian Bosworth soffrì un infortunio alla spalla che pose termine alla sua carriera; in seguito Bosworth sarebbe diventato un attore. Questa fu anche la stagione del ritiro del wide receiver Steve Largent, l'ultimo giocatore rimasto ad aver giocato la stagione inaugurale del 1976.
Nel 1990, i Seahawks scelsero il defensive tackle, futuro Hall of Famer, Cortez Kennedy come terza scelta assoluta nel Draft. Malgrado un inizio difficile in campionato, i Seahawks si ripresero e finirono 9-7, ma, trovandosi in una division molto competitiva e agguerrita, non riuscirono a centrare i playoff.

## 1992-95
I primi anni novanta furono nettamente i più tumultuosi della storia della franchigia. Il 1991 sarebbe stato l'ultimo di Chuck Knox come capo allenatore dei Seahawks. Dopo aver terminato con un record di 7-9, questi si fece da parte per firmare con i Los Angeles Rams. Quell'anno vide anche Seattle sbagliare un'altra scelta nel draft scegliendo il quarterback Dan McGwire, fratello della star del baseball Mark McGwire. Atteso per essere il nuovo quarterback titolare, non riuscì mai ad ottenere quel posto. I Seahawks tennero McGwire fino al 1995, quando fu ceduto ai Dolphins.
Il presidente e general manager Tom Flores assunse anche il ruolo di capo allenatore nella stagione 1992. La vecchia gloria, il quarterback Dave Krieg fu svincolato nel 1992 e sostituito con tre diversi quarterback (la scelta del primo giro Dan McGwire, Stan Gelbaugh e Kelly Stouffer). Il 1992 si sarebbe rivelato la peggior stagione della storia dei Seahawks, terminato con un record di 2-14, segnando solo 140 punti nella stagione regolare. L'attacco di Seattle si rivelò quasi sempre incapace e l'unica nota positiva della stagione 1992 fu il defensive tackle Cortez Kennedy che fu dichiarato NFL Defensive Player of the Year.
Nel 1993, i Seahawks scelsero Rick Mirer da Notre Dame con la seconda scelta assoluta, sperando potesse essere il quarterback del futuro della franchigia. Mirer divenne presto una delle stelle della squadra condividendo il premio di Offensive Rookie of the Year Award con l'ex compagno di college Jerome Bettis nella sua prima stagione. La luna di miele però durò poco a causa del suo gioco inconsistente nelle successive tre stagioni che lo portarono spesso in panchina, venendo infine ceduto ai Chicago Bears dopo la stagione 1996.
Nel 1994 i Seahawks si spostarono nel vicino Husky Stadium, nel campus della University of Washington, per la pre-stagione e tre gare della stagione regolare dopo la caduta di un pannello acustico nel Kingdome. Dopo il ritorno al Kingdome, la squadra terminò con un record di 6-10; Tom Flores fu sostituito come presidente da David Behring, figlio del proprietario Ken Behring, e come capo allenatore dall'ex della University of Miami Dennis Erickson. La stagione 1995 fu solo nella media, con i Seahawks che finirono 8-8, seguito da un 7-9 nel 1996.

## 1996-98:Paul Allen acquista la franchigia

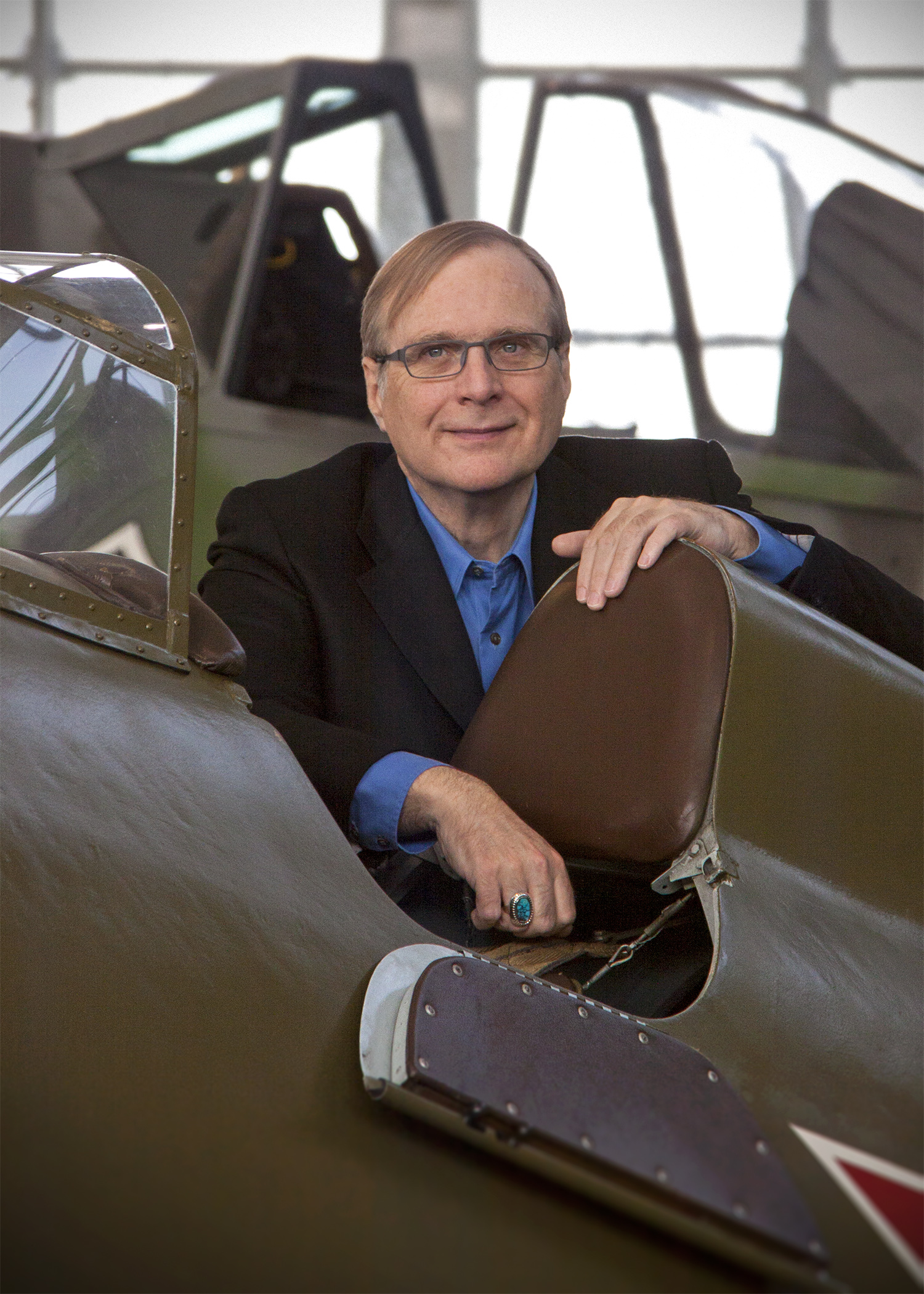
Paul Allen acquistò la franchigia nel 1996

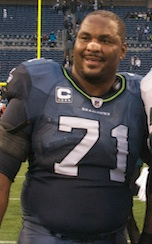
Walter Jones fu scelto come sesto assoluto del Draft 1997.

Nel gennaio 1996, il proprietario dei Seahawks Ken Behring annunciò che stava per trasferire la franchigia a Los Angeles, dove la squadra avrebbe giocato all'Anaheim Stadium. Behring addusse motivazioni di sicurezza (parlando nello specifico della integrità strutturale dell'edificio in caso di terremoto) come ragione della partenza del team da King County. Ad ogni modo, i sismologi trovarono le motivazioni di Behring non comprovate. Inoltre, l'area di Los Angeles è ancora più sensibile ai terremoti di quanto sia Seattle. Malgrado le operazioni di Behring per spostare la squadra ad Anaheim, i suoi piani per un trasferimento completo furono bloccati quando gli avvocati scoprirono che i Seahawks erano legati al Kingdome fino al 2005. Avendo visto i suoi sforzi di traslocare la squadra definitivamente falliti, Behring decise di vendere. Un potenziale acquirente fu trovato nel cofondatore di Microsoft Paul Allen, che raggiunse un accordo per acquistare il club ma solo se fosse stato costruito un nuovo stadio. Dopo aver messo ai voti una speciale raccolta fondi per costruire la struttura, il nuovo stadio dei Seahawks fu approvato e Allen acquistò il team.

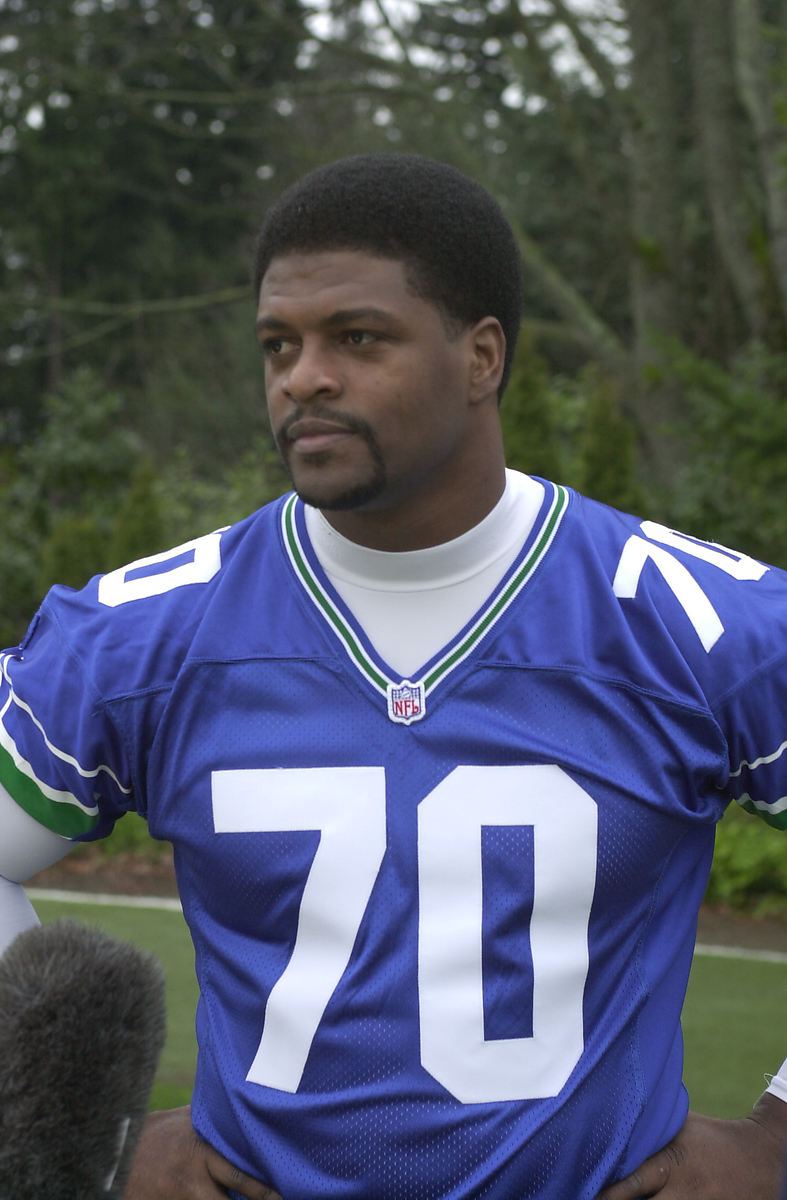
Nel 1998 Michael Sinclair guidò la NFL con 16,5 sack

Sotto la nuova proprietà, Bob Whitsitt fu scelto come nuovo presidente del club e grandi nomi tra i giocatori come Chad Brown, Warren Moon e Ricky Watters furono acquistati nella speranza per Seattle di voltare pagina. Quelle che seguirono furono due stagioni ancor più mediocri: il 1997 e il 1998 si conclusero entrambi con un bilancio di 8 vittorie e 8 sconfitte. Questo portò l'head coach Dennis Erickson ad essere licenziato alla fine della stagione 1998. Anche in questo periodo però ci furono alcuni momenti memorabili, primo tra tutti il "touchdown fantasma" di Vinny Testaverde in una gara di stagione regolare, un leggendario errore arbitrale che divenne uno dei fattori primari dell'adozione da parte dell'NFL dell'instant replay. L'errore avvenne in una sconfitta 32-31 contro i New York Jets.
L'NFL si scusò ufficialmente per l'errore arbitrale. L'instant replay avrebbe preso piede nella stagione successiva. L'arbitro Phil Luckett, che chiamò il touchdown, fu in seguito riassunto dopo la sua richiesta di tornare ad arbitrare, ed è anche famoso per un altro errore controverso durante la partita del Ringraziamento, il 26 novembre, tra Pittsburgh Steelers e Detroit Lions.

## L'era di Mike Holmgren (1999-2008)

### 1999-2001
Nel 1999, i Seahawks fecero un grande colpo assumendo l'ex capo-allenatore dei Green Bay Packers Mike Holmgren. Subito dopo i suoi successi coi Packers, Holmgren ottenne il doppio ruolo di general manager e capo-allenatore. L'assunzione diede credibilità immediata alla franchigia, che sotto la sua guida vinse il secondo titolo di division e fece la prima apparizione ai playoff dal 1988. L'anno si concluse con una memorabile vittoria 24-7 sull'ex squadra di Holmgren, i Green Bay Packers, nel Monday Night Football ma, malgrado un'ottima partenza per 8-2, i Seahawks persero 5 delle ultime 6 gare della regular season. La serie negativa continuò nei playoff con i Seahawks che persero la partita finale dal Kingdome 20-17 con i Miami Dolphins di Dan Marino nell turno delle wild card; quella gara fu l'unica vittoria in trasferta di Marino in carriera nei playoff.

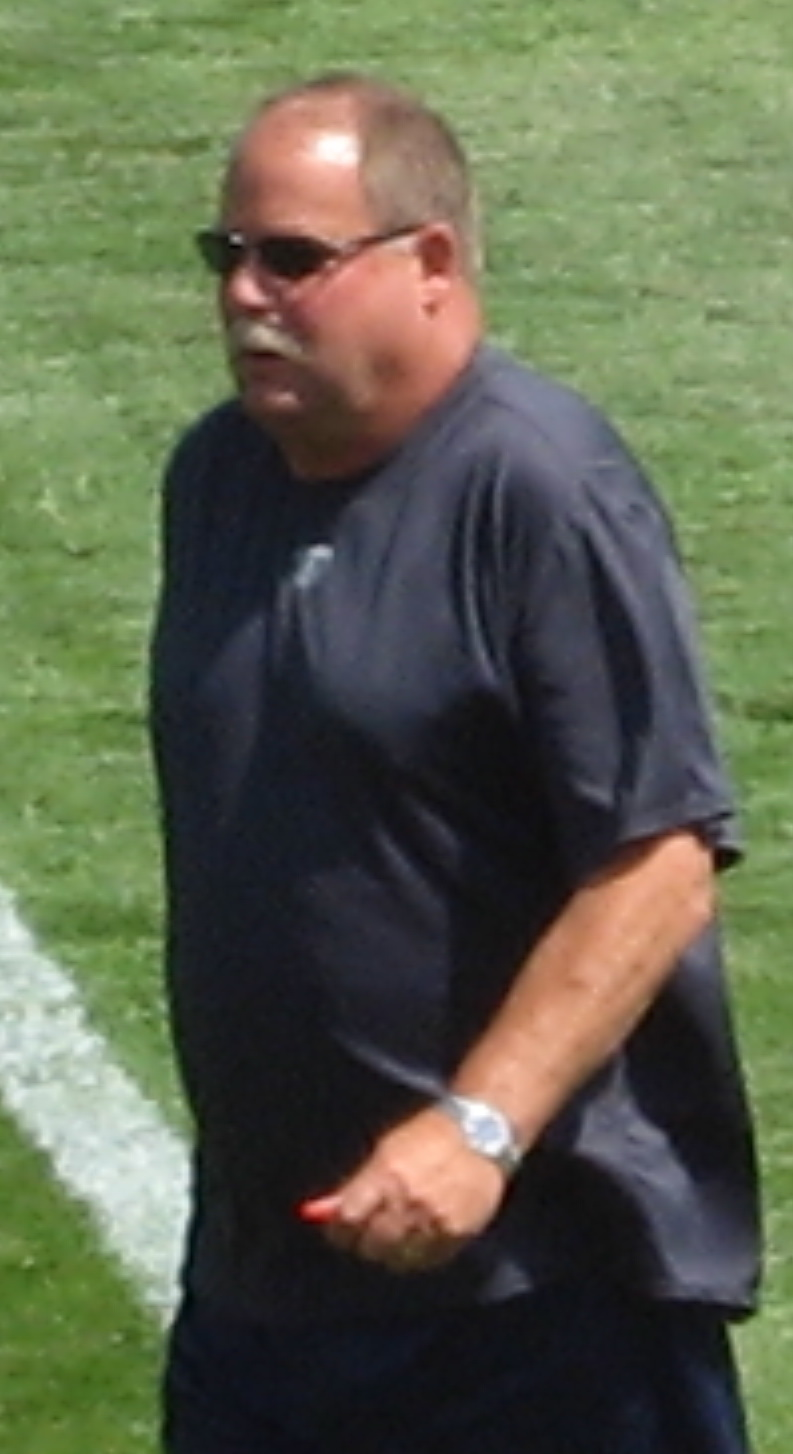
Mike Holmgren guidò i Seahawks a cinque titoli di division

Per le stagioni 2000 e 2001 i Seahawks si trasferirono nell'Husky Stadium, mentre veniva eretto il loro nuovo stadio. I Seahawks scelsero nel draft 2000 il running back Shaun Alexander come loro titolare del futuro. Lo spostamento nell'Husky Stadium non fermò il declino del club che concluse con un deludente bilancio di 6-10.
Holmgren in seguito acquisì dai Green Bay Packers il loro quarterback di riserva Matt Hasselbeck facendone il nuovo titolare. Hasselbeck ebbe difficoltà in tutta la prima parte della stagione 2001, facendo registrare un record parziale di 5-7, venendo infine sostituito dall'ex vincitore del Super Bowl Trent Dilfer che rimise in carreggiata la squadra, guidandola a un 9-7 di record finale e mancando i playoff per un soffio, nell'ultima stagione della franchigia nella AFC.

### 2002: Spostamento nell'NFC

I Seahawks furono spostati nell'NFC nel 2002

Grandi cambiamenti avvennero nel 2002. Quando i Seahawks lasciarono l'Husky Stadium alla fine della stagione 2001 essi erano parte dell'AFC West, ma quando si trasferirono nel nuovo Seahawks Stadium erano divenuti parte della NFC West. Questo avvenne a causa della riorganizzazione delle division nel 2002, vista l'aggiunta di una nuova squadra, gli Houston Texans e per mantenere le tradizionali rivalità di division, come Dallas-Washington malgrado i Cowboys fossero più a ovest di St. Louis. Quell'anno sportivamente ebbe diversi alti e bassi, con Dilfer che si infortunò nella settimana 7 e Hasselbeck che divenne nuovamente il quarterback titolare. Questi avrebbe terminato la stagione con una serie di tre vittorie consecutive, mentre Shaun Alexander guidò la NFC con 18 touchdown. La squadra però concluse con record di 7-9, mentre iniziarono lamentele sul doppio ruolo di Holmgren come GM e capo-allenatore.

### 2003
Prima della stagione 2003, Holmgren rinunciò al suo incarico di general manager per concentrarsi solamente sull'allenamento della squadra. Questa mossa fu particolarmente dura per Holmgren poiché uno dei fattori che l'avevano portato a lasciare Green Bay era uscire dall'ombra dello storico dirigente dei Packers Ron Wolf. Col loro allenatore che poteva finalmente concentrarsi solamente sull'allenamento, i Seahawks raggiunsero i playoff come wild card con un record di 10-6, vincendo tutte le partite tra le mura amiche. I Seahawks nel primo turno della post-season si trovarono opposti all'ex squadra di Holmgren, i Green Bay Packers, al Lambeau Field. Seattle lottò ma sprecò diverse buone opportunità, trascinando la sfida ai tempi supplementari. Durante il lancio della moneta il quarterback Hasselbeck fece la previsione "vogliamo la palla e segneremo". Sfortunatamente per Seattle, un intercetto ritornato di Al Harris con un touchdown siglò il destino dei Seahawks, estromettendoli nuovamente dai playoff.

### 2004

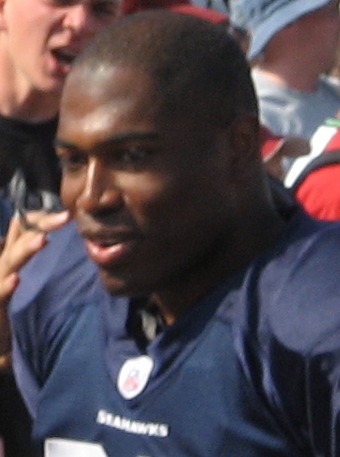
Shaun Alexander non vinse la classifica delle yard corse per una sola yard nel 2004

I Seahawks giunsero alla stagione 2004 con elevate aspettative. Riviste come Sports Illustrated predissero che il team avrebbe rappresentato la NFC nel Super Bowl XXXIX. L'annata iniziò col piede giusto, vincendo le prime tre partite, compreso un 34-0 sui quotati San Francisco 49ers in casa. La stagione prese una piega drammatica nella partita contro i propri rivali di division, i St. Louis Rams, quando, con i Seahawks avanti 27-10 a 5:34 dalla fine, i Rams iniziarono a segnare, arrivando al 27-24, dopo un passaggio da touchdown da 41 yard per Kevin Curtis. Dopo che Seattle non riuscì a convertire una cruciale situazione di terzo down, con 1:14 rimanenti, i Rams pareggiarono la gara nel possesso successivo, mandando il match ai supplementari. Lì, la squadra del Missouri vinse con un touchdown su ricezione da 52 yard di Shaun McDonald. I Seahawks non si ripresero mai completamente dall'inaspettata sconfitta, vincendo solo sei delle ultime dodici gare.
I Seahawks ebbero un altro memorabile crollo nel quarto periodo contro i Cowboys nel Monday Night Football. In vantaggi per 39-28 nel quarto periodo di gioco, Testaverde completò un passaggio da touchdown per Keyshawn Johnson, con 1:45 al termine. Jason Witten recuperò l'onside kick successivo e Julius Jones corse 57 yard vincendo la gara. Jones finì la gara con 198 yard corse quella notte.
Seattle conquistò il suo primo titolo della NFC West con la vittoria 28-26 sugli Atlanta Falcons nell'ultima gara della stagione regolare. Le feste della squadra furono oscurate in parte dalla polemica sorta tra Holmgren e Shaun Alexander, che non accettò la decisione dell'allenatore di tenerlo in panchina per motivi precauzionali nell'ultima gara della stagione. Alexander avrebbe mancato il titolo di miglior corridore del 2004 per una sola yard, con l'onore che invece andò al running back dei Jets Curtis Martin. I Seahawks terminarono la loro stagione 2004 perdendo coi Rams 27-20 nel turno delle wild card Seattle, la prima gara di playoff al Qwest Field. Persero tutte e tre le gare contro i rivali di division di St. Louis quella stagione.

### 2005

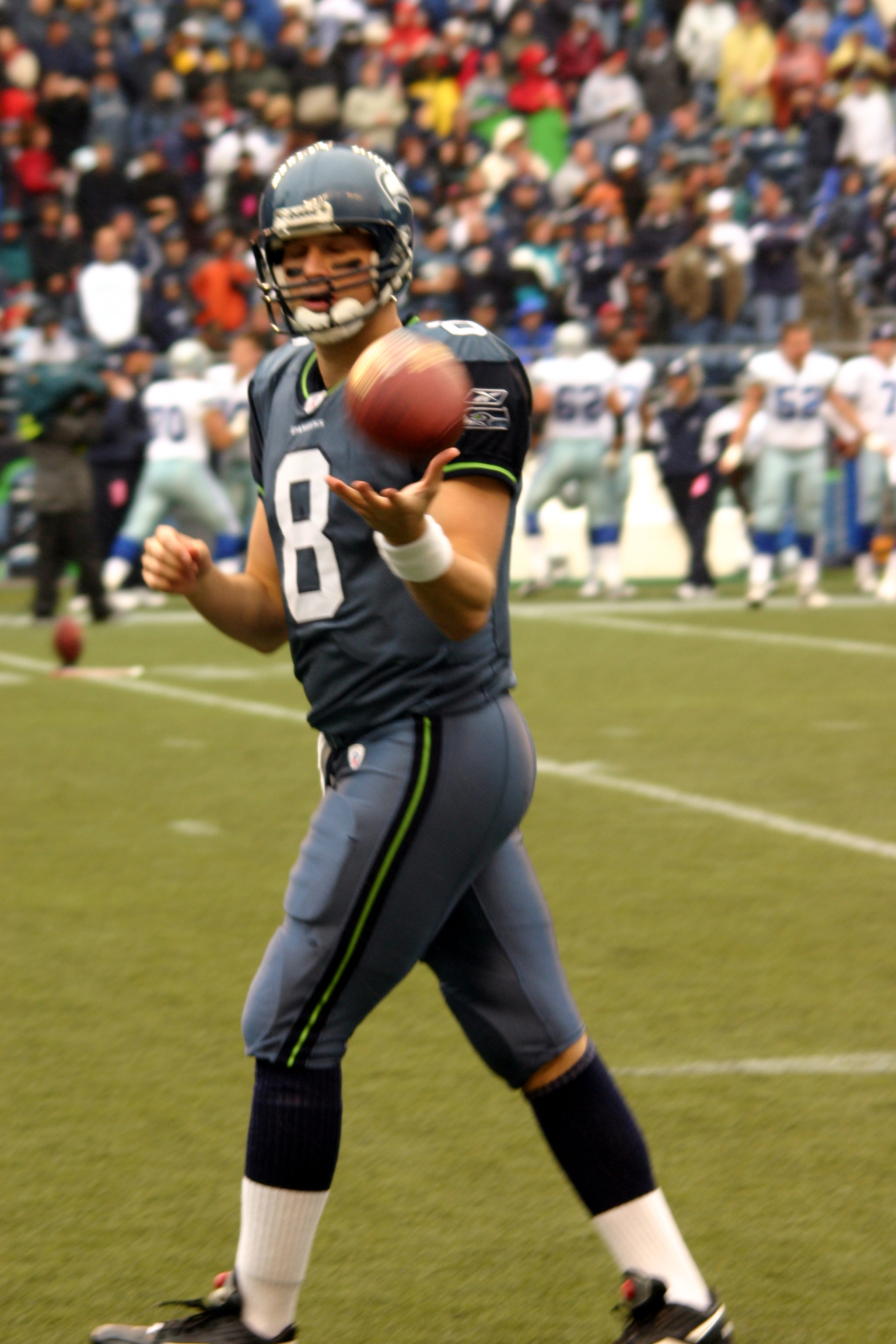
Matt Hasselbeck guidò Seattle al primo Super Bowl della sua storia

La stagione 2005 vide la prima partecipazione della squadra al Super Bowl nella sua storia. Durante la stagione regolare, Matt Hasselbeck ebbe il miglior passer rating di tutta la NFC e il terzo in tutta la lega, mentre Shaun Alexander fu nominato MVP della stagione, dopo avere stabilito il record NFL con 28 touchdown segnati, il primo giocatore di Seattle a ricevere questo onore. I Seahawks furono i rappresentanti della NFC al Super Bowl XL, gara che persero contro i Pittsburgh Steelers. Nella stagione regolare aveva concluso con un bilancio di 13-3, vincendo facilmente la NFC West e ottenendo il vantaggio casalingo in tutte le gare dei playoff. Lì, superarono i Washington Redskins e i Carolina Panthers, vincendo il George Halas Trophy e guadagnandosi il diritto di accedere al loro primo Super Bowl della storia.

#### Super Bowl XL
Seattle venne sconfitta a un passo dal suo primo titolo, perdendo contro i Pittsburgh Steelers al Super Bowl XL a Detroit, Michigan, il 5 febbraio con un punteggio di 21-10. Anche se i Seahawks sovrastarono gli Steelers, 396 yard contro 339 e guidarono il tempo di possesso, queste differenze furono eliminate dopo il primo quarto in cui Seattle segnò solamente un field goal. Pittsburgh vinse con una serie di tre giocate convertite in touchdown, compresa la corsa più lunga nella storia del Super Bowl. Seattle, d'altro canto, fu piegata da una serie di penalità discutibili, passaggi corti e da un intercetto subito nel pieno del territorio di Pittsburgh.
Le penalità controverse chiamate durante il Super Bowl XL incontrarono sia le critiche dei tifosi che dei media, molti dei quali suggerirono che gli arbitri avessero annullato diverse giocate chiave dell'attacco di Seattle. Jason Whitlock il giorno dopo la gara scrisse: "Leavy e la sua banda hanno rovinato il Super Bowl XL. Sono l'unico che vorrebbe ascoltarli nel difendere la loro incompetenza?". In risposta alle critiche, il portavoce della NFL Greg Aiello disse in un comunicato: "La gara è stata diretta propriamente, comprese, come accade nella maggior parte delle partite dell'NFL, alcune giocate dubbie che hanno prodotto critiche verso l'operato degli arbitri." La gara terminò una serie di playoff che furono caratterizzati dalle lamentele sull'operato degli arbitri.
Il capo-allenatore dei Seahawks Mike Holmgren alimentò il dibattito al ritorno a Seattle, dicendo durante una parata dei Seahawks: "Sapevamo che sarebbe stata dura affrontare i Pittsburgh Steelers. Quello che non sapevo è che avremmo dovuto anche affrontare i tizi con le maglie a righe." Al Michaels, qualche mese dopo, durante una gara del Sunday Night Football commentò:, "Il fatto che Holmgren non fu multato per quella dichiarazioni mi suona ancora strano."
Prima di incontrarsi coi media dell'area di Seattle sui nuovi cambiamenti delle regole dell'NFL, l'arbitro Bill Leavy inaspettatamente si scusò coi Seahawks per i suoi errori nel Super Bowl XL: "Fu una cosa dura per me. Sbagliai due chiamate nel quarto periodo ed influii nella gara in un modo in cui un arbitro non vorrebbe mai fare. Ciò mi fece trascorrere diverse notti insonni in cui ci pensai costantemente. Andrò nella mia tomba sperando di essere stato migliore. So di aver fatto del mio meglio in quel momento ma ciò non è stato abbastanza. Quando sbagliamo, dobbiamo conviverci. È una cosa con cui tutti gli arbitri hanno a che fare ma sfortunatamente quando ti capita in un Super Bowl è difficile."

### 2006
I Seahawks rivinsero la NFC West con un record di 9-7; la loro stagione vide anche un 34-24 sui Green Bay Packers nel Monday Night Football e un paio di vittorie per due punti sui St. Louis Rams. Ospitarono i Dallas Cowboys nel turno delle wild card dell'NFC: in svantaggio 20-13 nel finale, i Seahawks si avventarono su un passaggio sbagliato di Tony Romo per Terry Glenn nella end zone di Dallas che valse loro una safety, poi segnarono un touchdown da 37 yard di Hasselbeck. I Cowboys con Romo tentarono di andare a segnare un field goal per due volte ma fallirono e i Seahawks vinsero 21-20. Nel turno successivo furono eliminati perdendo 27-24 ai tempi supplementari coi Chicago Bears.

### 2007
I Seattle Seahawks terminarono la stagione regolare con un record di 10-6, vincendo la NFC West per la quarta volta consecutiva e superando successivamente i Washington Redskins 35-14 nel primo turno dei playoff. Nell'NFC Divisional Round contro i Green Bay Packers, Seattle fu sconfitta 42-20.

### 2008
Prima dell'inizio della stagione 2008, il club fu molto attivo nel mercato dei free agent. Alla ricerca di un nuovo running back per sostituire l'ex MVP Shaun Alexander, afflitto dagli infortuni, firmarono sia il veloce Julius Jones dai Dallas Cowboys che il più potente T.J. Duckett dai Detroit Lions. Seattle però perse il proprio kicker, Josh Brown, che aveva vinto 6 gare all'ultimo minuto coi suoi field goal nei suoi 5 anni con la franchigia (compresi 4 durante la stagione 2006, un record stagionale per l'NFL), che passò ai rivali di division, i St. Louis Rams. Fu anche annunciato che quella stagione, la decima di Holmgren come capo-allenatore, sarebbe stata la sua ultima; l'allenatore dei defensive back Jim L. Mora (figlio dell'ex capo-allenatore dei New Orleans Saints e Indianapolis Colts, Jim E. Mora) avrebbe sostituito Holmgren al termine della stessa.
Gli infortuni afflissero la squadra sin dall'inizio, con i receiver Deion Branch e Bobby Engram che persero entrambi le prime 3 gare e Nate Burleson che patì un infortunio al ginocchio, che lo escluse per tutta la stagione, nella prima gara, una sconfitta 34-10 coi Buffalo Bills. Anche il quarterback Matt Hasselbeck fu rallentato da un infortunio alla schiena, che lo tolse dal rettangolo di gioco per nove gare, contribuendo ad una serie di 6 sconfitte consecutive nella seconda parte della stagione. Anche se i Seahawks vinsero due delle ultime 3 gare, compresa una vittoria per 13-3 sui New York Jets nell'ultima gara di Holmgren al Qwest Field, terminarono terzi nella division con un record di 4-12, il peggiore dal 1992.

## La stagione con Jim Mora

### 2009

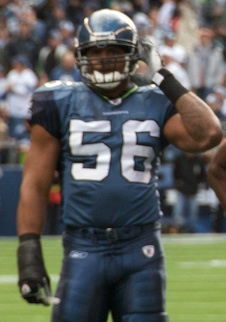
I Seahawks usarono la franchise tag sul linebacker Leroy Hill ma lo resero un free agent prima di firmare un accordo a lungo termine.

La pre-stagione 2009 iniziò con Jim Mora che prese il posto di Mike Holmgren. Un grande colpo venne fatto nel mercato di free agent firmando il talentuoso wide receiver T.J. Houshmandzadeh dai Cincinnati Bengals e il running back All-Pro Edgerrin James dai rivali di division di Arizona. Nel draft, i Seahawks usarono la loro quarta scelta assoluta sul linebacker Aaron Curry dalla Wake Forest University e potenziarono la loro offensive line nel secondo giro con la 49ª scelta assoluta Max Unger.
Malgrado una pre-stagione da imbattuti e una sonante vittoria per 28-0 sui Rams nella prima settimana, le cose si misero presto al peggio quando Matt Hasselbeck fu costretto nuovamente a farsi da parte dopo un colpo subito da Patrick Willis nel prepartita della settimana 2 contro i 49ers che gli fratturò alcune costole. La riserva Seneca Wallace fece 0-2 come suo sostituto, compresa una sconfitta 25-19 contro i Chicago Bears in cui il kicker Olindo Mare sbagliò due tentativi di field goal. Malgrado la squadra fosse ancora in corsa per i playoff all'inizio della settimana 13, la stagione terminò con quattro sconfitte consecutive, tre delle quali particolarmente pesanti contro Houston Texans, Tampa Bay Buccaneers e Green Bay Packers. Nel frattempo, il general manager Tim Ruskell si dimise verso la fine della stagione quando non poté essergli garantita un'estensione annuale del contratto. Anche se finì con un record leggermente migliore della stagione precedente di 5-11, ciò non fu abbastanza per Mora per conservare il suo lavoro, con la sua esclusione di Mare dopo la sconfitta con Chicago e il metter in dubbio la serietà degli infortuni di Chris Spencer che causarono una rivolta tra i fan. Mora fu licenziato alla fine della stagione per fare spazio al nuovo capo-allenatore Pete Carroll.

## L'era di Pete Carroll (2010-2023)

### 2010

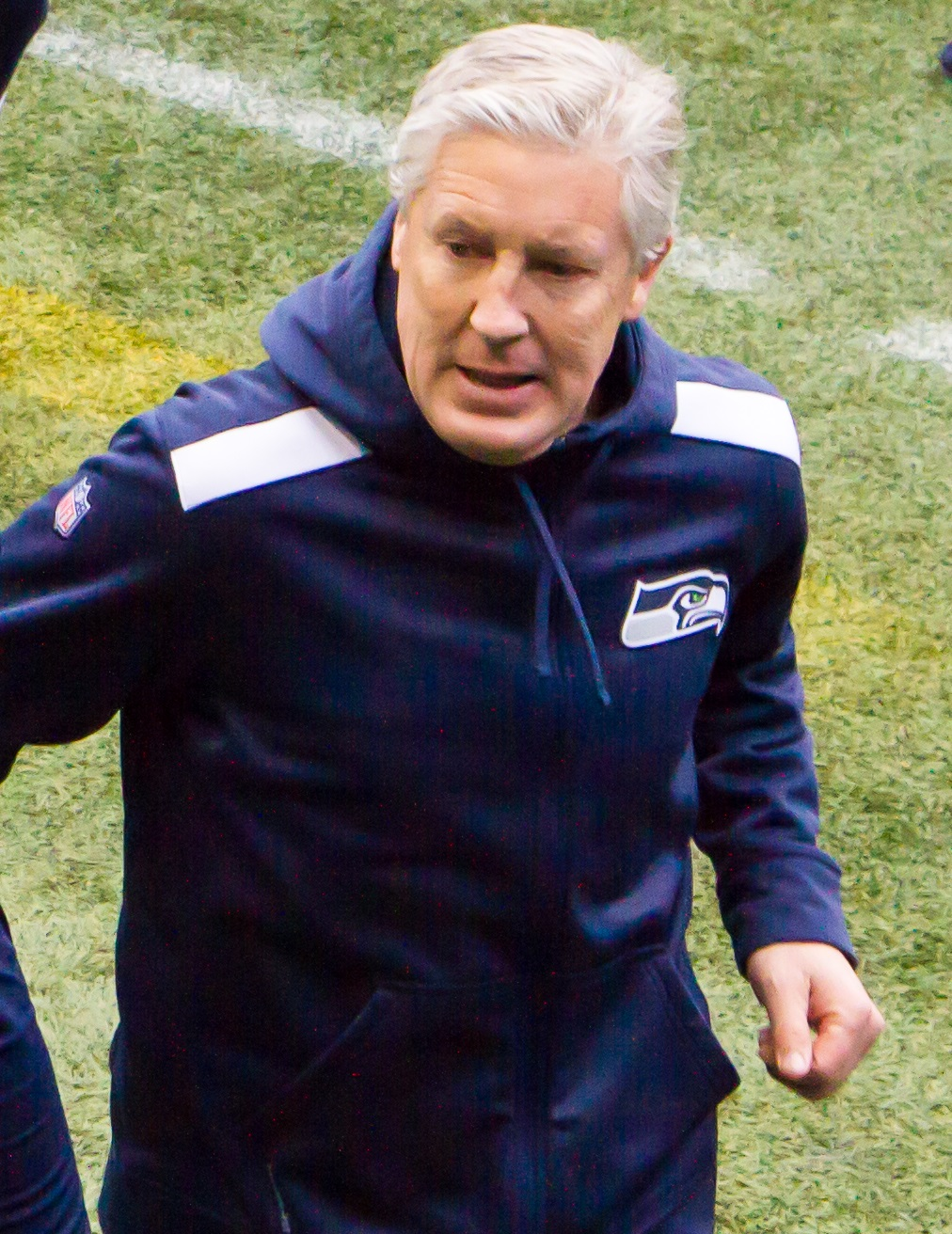
Pete Carroll prese il posto di Mora e guidò subitò i Seahawks ai playoff.

Grazie ad uno scambio coi Denver Broncos l'anno precedente, i Seahawks possedevano due scelte del primo giro nel draft, con cui scelsero il LT Russell Okung dalla Oklahoma State University e Earl Thomas dalla University of Texas. La loro scelta del secondo giro fu utilizzata per prendere il WR Golden Tate dalla Notre Dame University. Tra i vari movimenti nel roster della squadra sono da segnalare le firme del RB Leon Washington, del DE Raheem Brock e del WR Mike Williams; furono svincolati invece il WR T.J. Houshmandzadeh, il RB Julius Jones e il FB Owen Schmitt. I Seahawks avrebbero anche scambiato il QB di riserva Charlie Whitehurst durante la off-season e il RB Marshawn Lynch nella settimana 5, uno dei principali fautori dei futuri successi della squadra.
La squadra partì con un promettente 4-2, con Washington che ritornò due kickoff in touchdown nella vittoria 27-20 sui San Diego Chargers nella settimana 3 e la difesa dei Seahawks che mise a segno sei sack sul quarterback dei Chicago Bears Jay Cutler nella settimana 5, vincendo 23-20. La squadra mostrò anche diversi punti deboli ed ognuna delle sconfitte di Seattle giunse con non meno di 15 punti di scarto. Sconfitte pesanti avvennero contro gli Oakland Raiders e i New York Giants dove il team complessivamente perse 78-10. Malgrado fosse arrivata nella settimana finale con un record di 6-9, la squadra era ancora in corsa per i playoff grazie all'estrema debolezza dell'NFC West e, grazie alle prestazioni del quarterback di riserva Whitehurst, vinse il titolo di division, ottenendo il quarto posto nella griglia dei playoff, grazie alla vittoria nella gara finale della stagione sui Rams 16-6, diventando la prima squadra campione di division della storia dell'NFL a terminare con un record perdente.

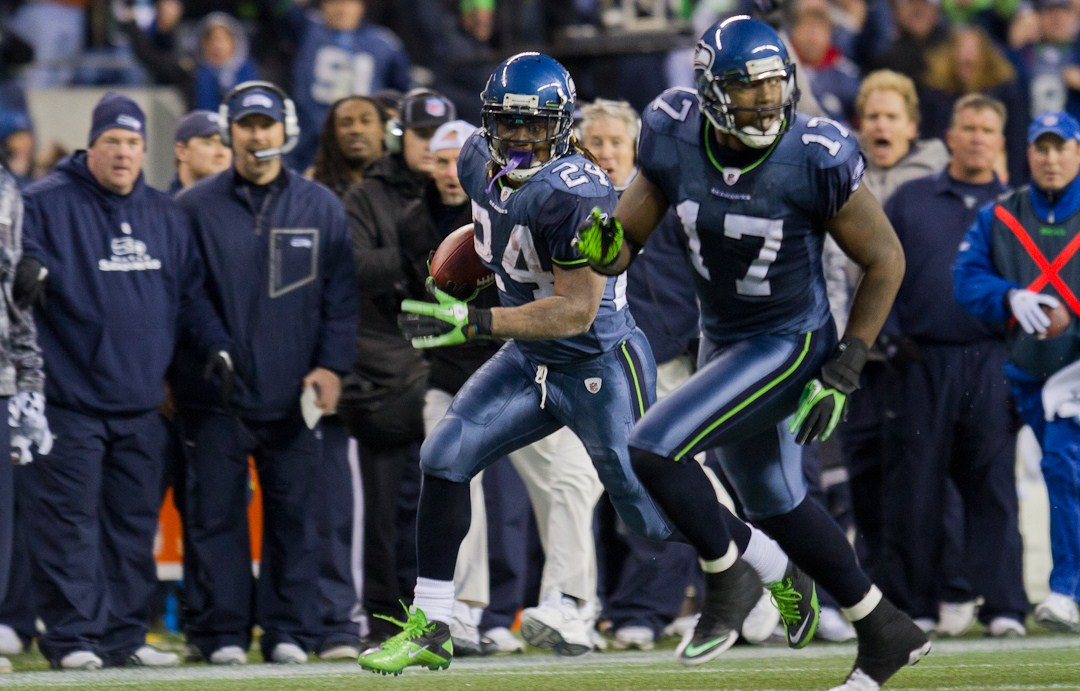
Marshawn Lynch e Mike Williams durante la spettacolare corsa di Lynch nei playoff.

Nei playoff, per il wild card match, i Seahawks ospitarono i campioni in carica dei New Orleans Saints, che avevano già superato i Seahawks 34-19 nella settimana 11. Malgrado fossero stati in svantaggio di 10 punti in due diverse occasioni durante la gara, una prestazione da 4 touchdown di Hasselbeck ed un elettrizzante corsa per un touchdown da 67 yard di Marshawn Lynch portarono i Seahawks ad una sorprendente vittoria per 41-36 sui Saints, in quella che è largamente considerata come la più grande sorpresa della storia della NFL. La gara fu inoltre degna di nota per un piccolo terremoto prodotto dall'enorme frastuono generato dai tifosi al Qwest Field.
I Seahawks successivamente viaggiarono a Chicago per un rematch coi Bears nel divisional round, ma come molti esperti avevano predetto, i padroni di casa vinsero il match facilmente: grazie a due touchdown lanciati e due corsi da Cutler, i Bears andarono sul 21-0 alla fine del primo tempo ed alla fine sconfissero Seattle 35-24. Fu la terza volta negli ultimi 5 anni che i Seahawks venivano eliminati nel divisional round, la seconda ad opera dei Bears.

### 2011
La stagione 2011 dei Seattle Seahawks, la 36ª della franchigia nella National Football League, fu la seconda con Pete Carroll come capo-allenatore. Dopo dieci anni di permanenza, Matt Hasselbeck firmò con i Tennessee Titans da free agent, e i Seahawks dovettero partire con un nuovo quarterback titolare, individuato nell'ex quarterback di riserva dei Vikings Tarvaris Jackson. Come la stagione precedente, Seattle terminò con un record di 7-9 ma questa volta esso non fu sufficiente ad andare ai playoff poiché la division venne vinta facilmente dai 49ers i quali, con la squadra che veniva da una buona serie positiva di cinque vittorie ed una sconfitta, misero fine alle speranze di raggiungere i playoff di Seattle battendoli nella penultima gara della stagione.

### 2012: l'arrivo di Russell Wilson

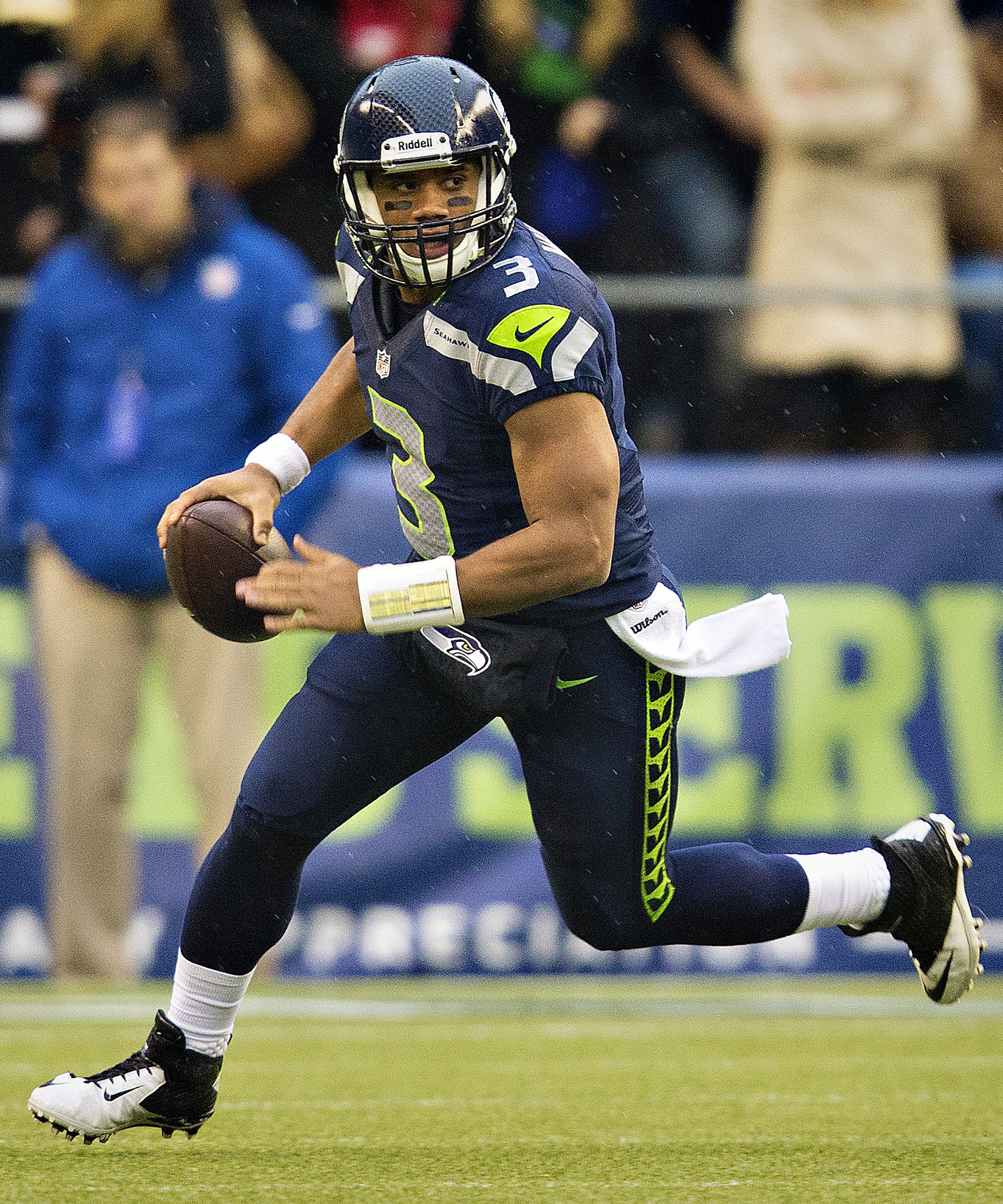
Il quarterback Russell Wilson fu scelto nel terzo giro del Draft NFL 2012.

Prima dell'inizio della stagione, i Seahawks modificarono il loro logo e le loro uniformi. Nel Draft NFL 2012 scelsero al terzo giro il quarterback Russell Wilson che si guadagnò il posto da titolare malgrado l'acquisizione del costoso free agent Matt Flynn. I Seahawks partirono con una sconfitta contro gli Arizona Cardinals. A metà stagione si trovavano su un record di 4-4. Ancora in corsa per un posto nei playoff, i Seahawks vinsero le due successive gare in casa, persero contro Miami in trasferta e il 2 dicembre 2012 sconfissero in trasferta i Chicago Bears 23-17 ai supplementari. Quella vittoria fu lo spartiacque della stagione, con la squadra che vinse le successive quattro partite incluse le rivincite con Cardinals, 49ers e Rams. Seattle terminò con un record di 11-5. Nei playoff, i Seahawks affrontarono i Washington Redskins al FedEx Field. Alla fine del primo quarto i Redskins erano in vantaggio 14-0. Nel secondo quarto però, i Seahawks segnarono due touchdown su corsa portandosi sul 14-13. Nel finale di gara, essi si trovarono in vantaggio di 10 punti, concludendo con un risultato di 24-14, con Washington che non riuscì più a segnare. Fu la prima vittoria della squadra in trasferta nei playoff dal 1983. Nel divisional round si trovarono ad affrontare gli Atlanta Falcons. Con Atlanta in vantaggio per 20-0, i Seahawks non segnarono fino al terzo quarto di gioco. Come la settimana precedente, Wilson guidò una furiosa rimonta e Seattle segnò tre touchdown nel quarto periodo e portandosi addirittura in vantaggio per 28-27. Atlanta però segnò un field goal a sette secondi dalla fine e i Seahawks furono sconfitti per 30-28. In quella partita, Wilson stabilì il nuovo record di franchigia per yard passate nei playoff e un primato assoluto per un rookie con 385.
Da ricordare in questa stagione il fatto che Russell Wilson partì come titolare in tutte le gare di Seattle, diventando il primo quarterback rookie della franchigia a fare ciò da Jim Zorn nella stagione inaugurale, quando la stagione NFL era ancora di sole 14 partite. Inoltre pareggiò il record NFL di Peyton Manning per un rookie passando 26 touchdown. Marshawn Lynch corse un primato in carriera di 1.590 yard e segnò 11 touchdown, venendo inserito nel First-team All-Pro. Il 9 dicembre 2012. Seattle stabilì il record di franchigia per punti segnati battendo gli Arizona Cardinals per 58-0. La settimana successiva inflissero altri 50 punti ai Rams non subendone alcuno e diventando solamente la terza squadra della storia a segnare almeno 50 punti in due gare consecutive, la prima dal 1950.

### 2013: vittoria del Super Bowl
Nella off-season, i Seahawks cercarono di potenziare la loro pass rush firmando i free agent Michael Bennett dai Tampa Bay Buccaneers e Cliff Avril dai Detroit Lions. Inoltre acquisirono il wide receiver Percy Harvin in uno scambio che spedì ai Minnesota Vikings la scelta del primo giro del Draft NFL 2013. Malgrado l'essere rimasti senza scelte nel primo giro, i Seahawks ebbero comunque a disposizione diverse chiamate nel draft, con cui selezionarono tra gli altri il running back Christine Michael nel secondo giro, il tight end Luke Willson nel quinto giro e l'offensive tackle Michael Bowie nel settimo. Tra le partenze vi furono il running back Leon Washington e il fullback Michael Robinson, che comunque fece ritorno in squadra dopo gli infortuni di Derrick Coleman e Spencer Ware.

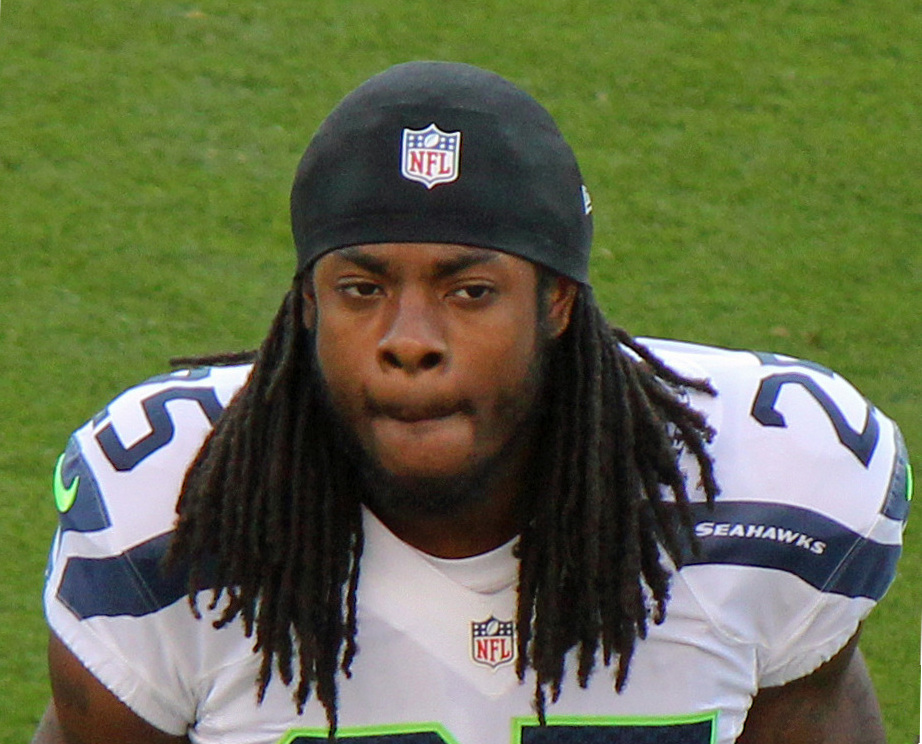
Richard Sherman guidò la NFL con 8 intercetti nel 2013.

I Seahawks iniziarono bene la stagione regolare, vincendo tutte le prime quattro partite per la prima volta nella storia della franchigia. Tra queste vi furono un netto 29-3 sui San Francisco 49ers nella settimana 2 e una vittoria ai supplementari nella settimana 4 contro gli Houston Texans nella settimana 4 in cui il cornerback Richard Sherman ritornò un intercetto per 58 in touchdown pareggiando la partita nel finale dei tempi regolamentari. La prima sconfitta giunse per 34-28 nella settimana 5 per mano degli Indianapolis Colts, una gara in cui un tentativo di field goal fu bloccato al kicker Steven Hauschka e fu ritornato dai Colts in touchdown. Gli infortuni di diversi membri della linea offensiva crearono delle difficoltà alla squadra nel mezzo della stagione, con i tackle Russell Okung e Breno Giacomini che persero diverse partite. Percy Harvin invece, che dopo aver subito un'operazione a un'anca aveva perso le prime dieci gare della stagione, tornò in campo nella settimana 11 ritornando un lungo punt nella settimana 11 contro la sua ex squadra, i Vikings. Ad ogni modo, finì per infortunarsi nuovamente e quella fu la sua unica presenza nella stagione regolare. Malgrado questi inconvenienti, i Seahawks vinsero sette gare consecutive, tra cui una decisiva nella settimana 13 con un perentorio 34-7 sui New Orleans Saints che permise loro di fare un passo decisivo per avere il miglior record della conference. In quella gara al CenturyLink Field, i tifosi dei Seahawks stabilirono il record mondiale per il più rumoroso stadio senza copertura, facendo registrare un frastuono pari a 137,6 decibel. Anche se i Seahawks furono la prima squadra della lega a qualificarsi per i playoff, delle sconfitte contro i 49ers e i Cardinals nelle settimane 14 e 16 gli impedirono di aggiudicarsi in anticipo la vittoria della division, cosa che avvenne nell'ultima gara della stagione. Grazie alla vittoria in casa sui St. Louis Rams per 27-9, Seattle si aggiudicò il suo secondo titolo della NFC della gestione di Pete Carroll, terminando col miglior record della NFC e assicurandosi in vantaggio casalingo per tutte le gare dei playoff.

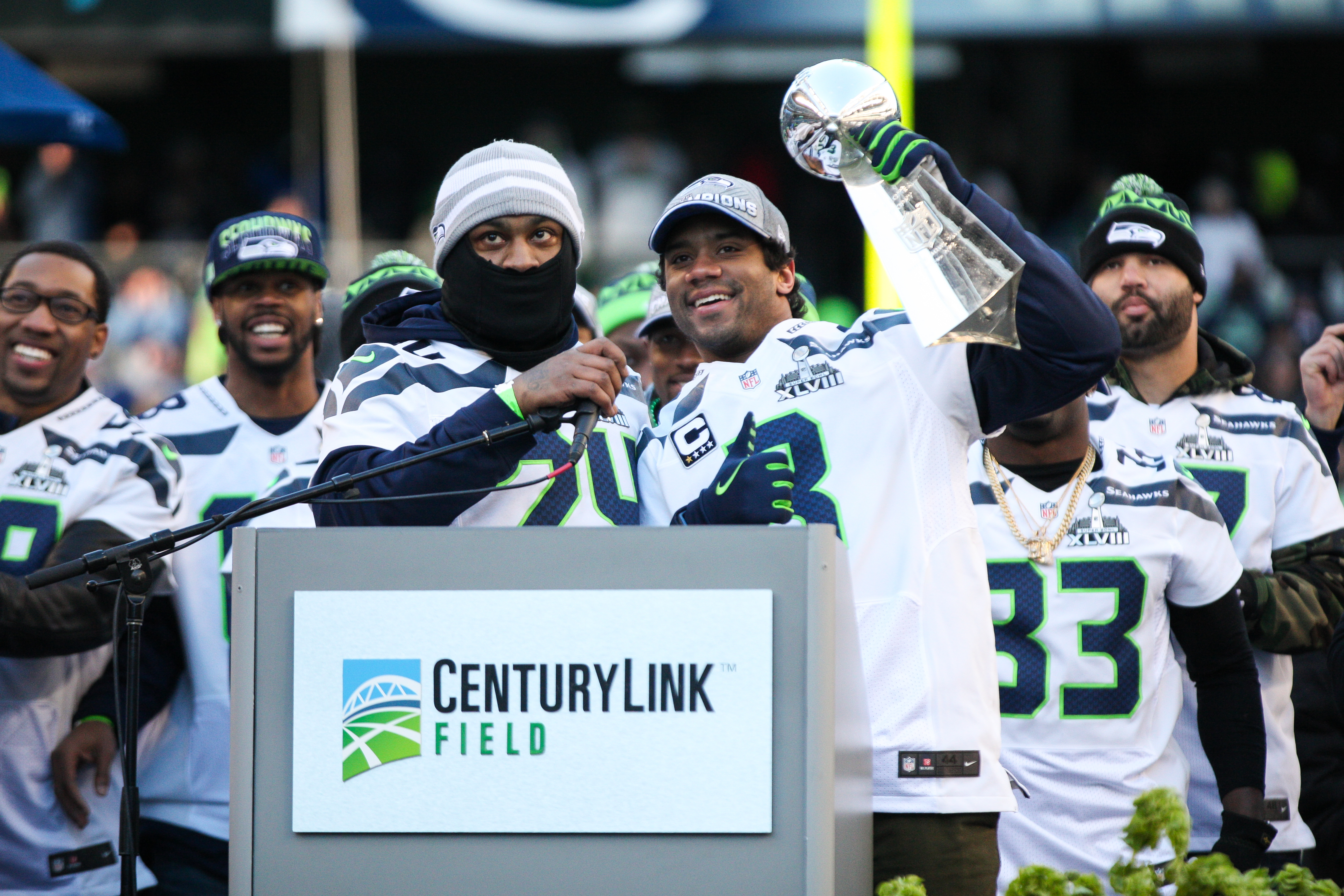
I festeggiamenti per la vittoria del Super Bowl al CenturyLink Field.

La prima gara di playoff si tenne l'11 gennaio nel divisional round contro New Orleans Saints, in una rivincita della gara della settimana 13 e della sfida del primo turno dei playoff del 2010. Ancora una volta, i Seahawks prevalsero con un touchdown su corsa di Marshawn Lynch e resistettero al tentativo finale di rimonta dei Saints, vincendo per 23-15. Il 19 gennaio, Seattle disputò la finale della NFC contro i suoi rivali di division, i San Francisco 49ers. Malgrado un fumble di Russell Wilson nella prima giocate della partita, i Seahawks riuscirono a rimanere in gara, terminando il primo tempo in svantaggio per 10-3. La squadra però dominò nel secondo tempo: dapprima segnò un touchdown su una corsa da 40 yard di Lynch, poi un touchdown su passaggio da 35 yard da Wilson a Jermaine Kearse. Nel quarto periodo di gioco, l'arcigna difesa della squadra intercettò due volte il quarterback Colin Kaepernick, prima con Kam Chancellor e poi con Malcolm Smith su un passaggio deviato da Richard Sherman. I Seahawks vinsero così con un punteggio finale di 23-17 qualificandosi per il Super Bowl XLVIII, il secondo nella storia della franchigia.
Il 2 febbraio 2014 nel 48º Super Bowl contro gli ex rivali di division dei Broncos, Seattle dominò dall'inizio alla fine, vincendo per 43-8 in una gara in cui la difesa annullò l'attacco dei Broncos che aveva stabilito il record NFL per il maggior numero di punti segnati. Il quarterback Wilson completò 18 passaggi su 25 per 206 yard e 2 touchdown, uno per Doug Baldwin e uno per Jermaine Kearse. Percy Harvin riuscì a giocare finalmente la sua prima partita completa coi Seahawks dopo essere stato tormentato tutto l'anno dagli infortuni, rispondendo con un kickoff ritornato per 89 yard in touchdown e guidando la squadra con 45 yard corse. MVP della partita fu il linebacker Malcolm Smith che mise a segno 9 tackle, un intercetto su Peyton Manning ritornato per 69 yard in touchdown e recuperò un fumble.

### 2014: sconfitta nel Super Bowl XLIX

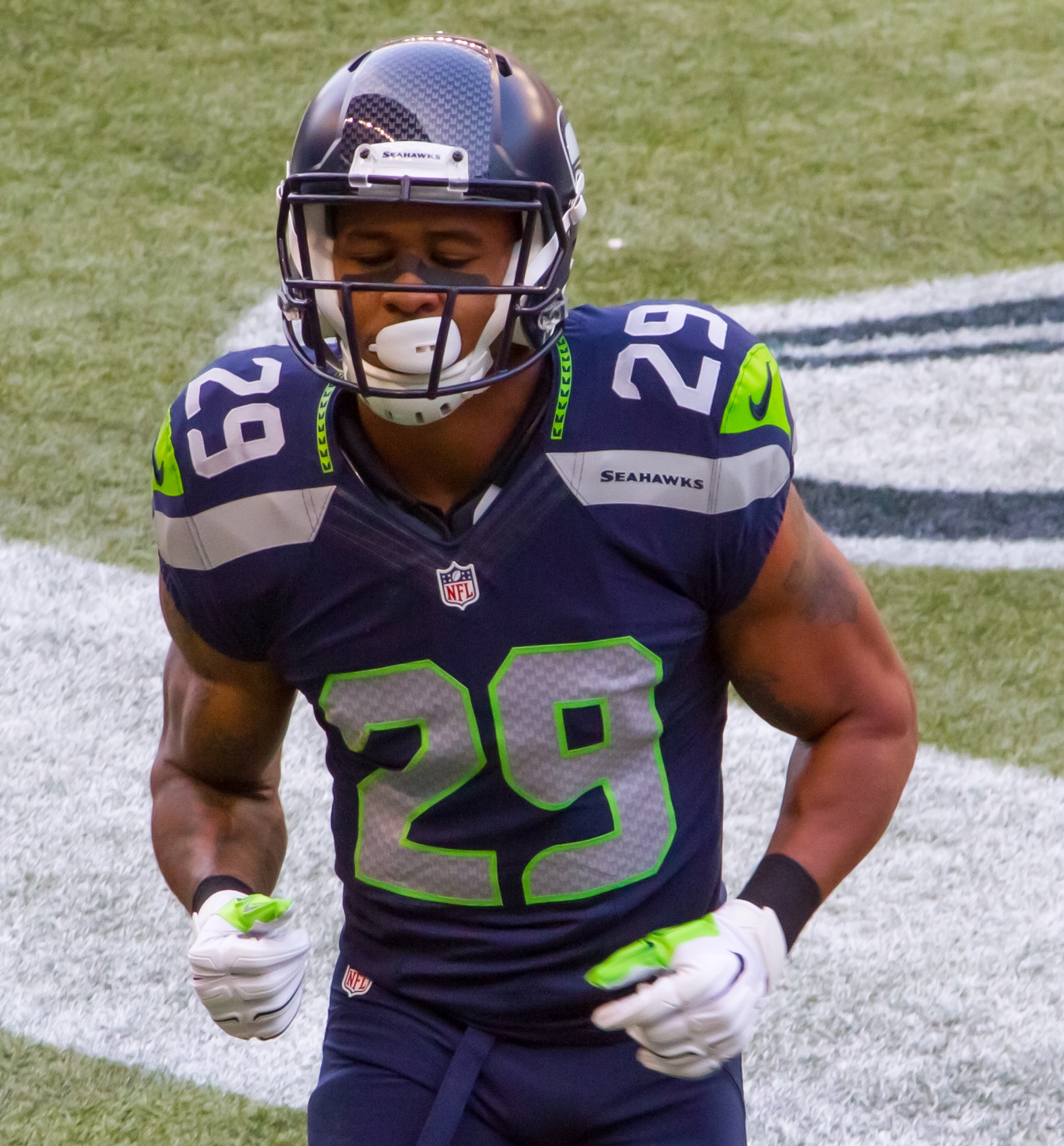
Earl Thomas fu convocato per il quarto Pro Bowl consecutivo nel 2014.

Per la prima volta nella loro storia, i Seahawks iniziarono la stagione come campioni in carica. Per tale motivo ebbero la possibilità di ospitare la gara di debutto della lega, dove batterono i Green Bay Packers 36-16. La settimana successiva, volarono a San Diego dove i Chargers li superarono con un punteggio 30-21, la peggiore sconfitta subita da Seattle dal 13-23 contro i Dallas Cowboys nella settimana 9 del 2011. Sette giorni dopo ritrovarono i Denver Broncos nella rivincita del Super Bowl XLVIII. Seattle si portò in vantaggio 17-3 alla fine del primo tempo, ma i Broncos rimontarono nel quarto periodo, pareggiando la gara sul 20-20. Nei tempi supplementari, Seattle segnò con Lynch il touchdown della vittoria per 26-20. Dopo il turno di pausa, batterono i Redskins a Washington 27-17 nel Monday Night Football, cui fece seguito una sconfitta per 30-23 in casa contro i Dallas Cowboys, in quella che fu solamente la seconda gara persa in casa (inclusi i playoff) da quando Russell Wilson era diventato il loro quarterback. La seconda sconfitta consecutiva giunse a St. Louis contro i Rams, 28-26, facendo scivolare la squadra a un record di 3-3. Tuttavia, da quel momento i Seahawks ripresero quota, vincendo nove delle ultime dieci partite. La prima fu contro un'altra squadra in difficoltà come i Carolina Panthers in trasferta. Seguirono altre due vittorie per Seattle, contro Raiders e Giants, poi gli Oakland Raiders (in quel momento ancora senza vittorie) per 30-24 in casa. Fu poi la volta dei New York Giants 38-17 prima di perdere contro i Chiefs a Kansas City, 24-20. Questa sarebbe rimasta l'ultima sconfitta della stagione regolare. Entrambe le gare successive furono vinte per 19-3 contro due rivali di division, i Cardinals in casa e i 49ers in trasferta il Giorno del Ringraziamento. Dopo avere vinto in trasferta contro gli Eagles, batterono di nuovo San Francisco, questa volta tra le mura amiche. Fu la prima volta negli ultimi sette anni che i Seahawks batterono i 49ers in entrambe le sfide della stagione regolare. Nelle ultime due partite, vi furono le vittorie contro i Cardinals 35-6 e contro i Rams 20-6, aggiudicandosi il secondo titolo di division consecutivo e concludendo con un record di 12-4, lo stesso di Packers e Cowboys nella NFC. Rispetto a quelle due squadre, Seattle era in possesso del miglior record all'interno della propria conference, così si aggiudicò il primo posto nel tabellone della NFC per il secondo anno consecutivo. Furono i primi campioni in carica ad avere il miglior record della conference dai San Francisco 49ers del 1990.
I Seahawks ebbero così la possibilità di accedere direttamente al secondo turno di playoff, dove batterono i Carolina Panthers, la seconda squadra della storia a qualificarvisi (e a vincere una gara) dopo avere terminato la stagione regolare con più sconfitte che vittorie, per 31-17. In questo modo divennero la prima squadra campione in carica a vincere una gara di playoff dai Patriots del 2005. La settimana successiva, i Green Bay Packers fecero visita a Seattle nella finale della NFC. I Seahawks faticarono per la maggior parte della partita, soprattutto a causa di quattro intercetti subiti da Russell Wilson. Conclusero il primo tempo in svantaggio per 16-0, e a cinque minuti al termine dei tempi supplementari, si trovarono in svantaggio per 19-7. Ad ogni modo, la difesa di Seattle riuscì a forzare un punt di Green Bay. Sette giocate dopo, Wilson segnò un touchdown su corsa, accorciando il punteggio sul 19-14. Dopo che Chris Matthews recuperò con successo un onside kick, Wilson guidò Seattle a percorrere il campo, con un touchdown su corsa di Lynch che portò a un vantaggio di 20-19. Subito dopo il quarterback completò un passaggio da 15 yard per la conversione da due punti per il tight end Luke Willson, per il 22-19. I Packers pareggiarono poi con un field goal a 15 secondi dal termine, mandando la gara ai supplementari. Lì i Seahawks vinsero il lancio della monetina ed ebbero la possibilità di partire col primo possesso. Wilson guidò i suoi con drive da 80 yard, concluso col passaggio da touchdown della vittoria da 35 yard per Kearse. I Seahawks si qualificarono così per il secondo Super Bowl consecutivo dopo avere messo a segno la loro più grande rimonta nella storia dei playoff. Seattle divenne la prima franchigia campione in carica a fare ritorno al Super Bowl dai Patriots del 2004. Inoltre fu la prima a ripetersi come campione della NFC dai Packers 1997, la prima a raggiungere due Super Bowl consecutivi col miglior record della conference dai Buffalo Bills del 1990-1991 e la prima squadra della NFC e la prima a raggiungere la finalissima col seed #1 della NFC dai Washington Redskins del 1982-1983.
Nel Super Bowl XLIX, i Seahawks affrontarono Tom Brady e New England Patriots, l'ultima squadra ad avere vinto due Super Bowl consecutivi. Dopo un primo quarto senza marcature, entrambe le squadre segnarono due touchdown nel secondo quarto, concludendo il primo tempo sul 14-14. Nel terzo periodo, i Seahawks segnarono un field goal e un touchdown portandosi in vantaggio di dieci punti, che conservarono sino al quarto successivo. Tuttavia, Seattle divenne la prima a squadra a perdere un Super Bowl dopo avere guidato di dieci punti nell'ultima frazione di gioco. New England si portò in vantaggio per 28-24 a due minuti dal termine. Malgrado ciò, i Seahawks ebbero comunque la possibilità di vincere quando si trovarono a una yard dalla end zone a 26 secondi dal termine. Invece di optare per una corsa di Lynch, Seattle decise per un passaggio di Wilson che fu intercettato dal rookie dei Patriots Malcolm Butler, chiudendo di fatto la gara in favore di New England.

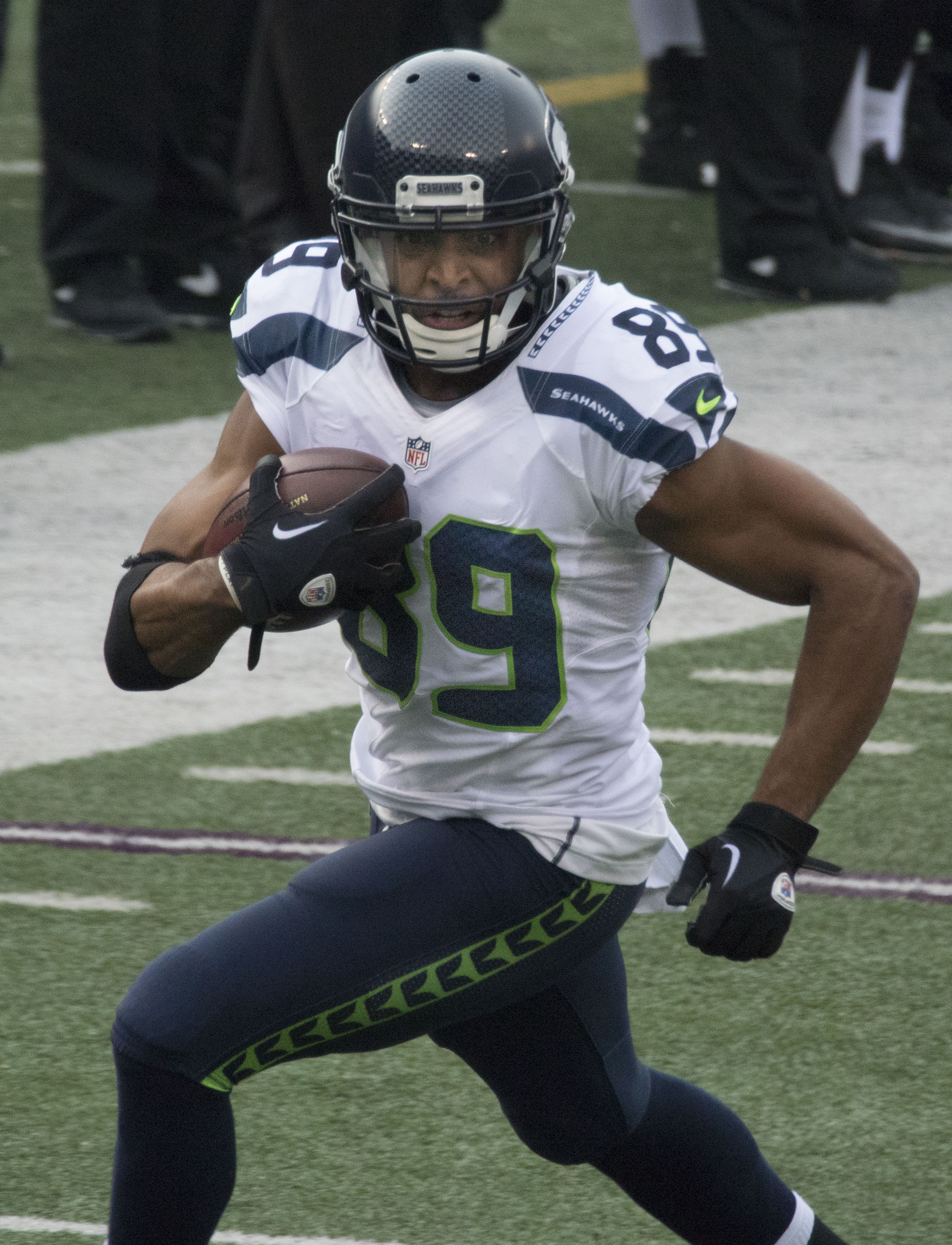
Nel 2015 Doug Baldwin guidò la NFL con 14 touchdown su ricezione, un nuovo record di franchigia

### 2015
Nel primo giorno di apertura del mercato dei free agent, Seattle operò uno scambio coi New Orleans Saints che portò il tight end All-Pro Jimmy Graham e una scelta del quarto giro del Draft 2015, cedendo il centro Max Unger e la scelta del primo giro di quell'anno. La stagione partì con due sconfitte in trasferta, prima di battere Chicago per 26-0 in casa. Lynch passò la maggior parte dell'annata fuori dai campi di gioco per infortunio, venendo sostituito dal rookie non scelto nel Draft Thomas Rawls che mise in mostra una serie prestazioni di alto livello. Dopo una sconfitta casalinga contro Arizona nella settimana 10, Seattle era ferma su un record quattro vittorie e cinque sconfitte, lontana dalla zona playoff. Da quel momento però, trascinata dal quarterback Wilson e dalla definitiva esplosione del ricevitore Doug Baldwin, la squadra infilò una serie di cinque vittorie consecutive e delle ultime sette partite perse solamente la penultima contro i Rams. Con un record di 10-6 si qualificò così per i playoff come wild card, al secondo posto della NFC West. Nel 2015 Wilson stabilì i nuovi record stagionali di franchigia per yard e touchdown passati, mentre Baldwin quello per touchdown su ricezione, categoria in cui guidò a pari merito la NFL.
Nel primo turno di playoff, in casa dei Minnesota Vikings, in quella che fu la terza gara più fredda della storia della post-season, i Seahawks giunsero a un passo dall'eliminazione, ma un field goal sbagliato da breve distanza dal kicker avversario nell'ultimo minuto li graziò. La stagione si chiuse la settimana successiva, perdendo per 31-24 in casa dei Carolina Panthers numero 1 del tabellone della NFC.

### 2016

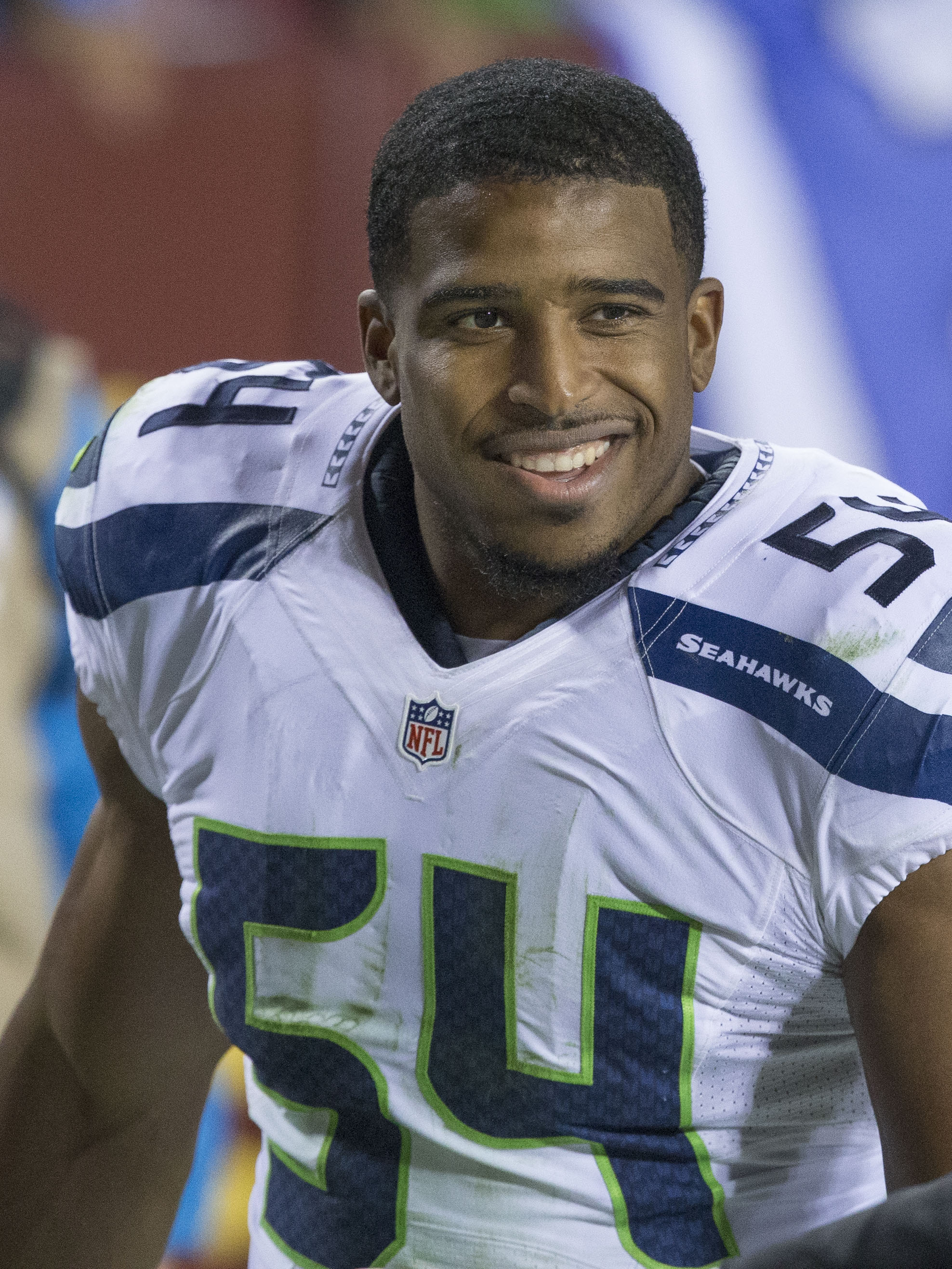
Nel 2016 Bobby Wagner guidò la NFL con un record di franchigia di 167 tackle

Prima della stagione 2016, il running back Marshawn Lynch annunciò il proprio ritiro dal football professionistico dopo sei stagioni a Seattle. La squadra vinse quattro delle prime cinque partite prima di pareggiare la prima gara della sua storia nel sesto turno contro i Cardinals. In precedenza, i Seahawks erano la squadra più antica a non avere mai pareggiato una sola partita, incluse le gare di pre-stagione. La stagione regolare di Seattle si concluse con un record di 10-5-1, vincendo il terzo titolo di division nelle ultime quattro stagioni. Il quarterback Wilson fu limitato nella prima metà della stagione da un problema alla gamba ma passò comunque un nuovo record di franchigia con oltre 4.200 yard, mentre il linebacker Bobby Wagner guidò la NFL con 167 tackle, anche questo un nuovo primato della squadra.
Nel primo turno di playoff, Seattle batté i Detroit Lions per 26-6 ma venne eliminata la settimana successiva nel divisional round in casa degli Atlanta Falcons.

### 2017
Nel 2017 i Seahawks persero due delle prime tre gare, prima di infilare una striscia di cinque vittorie consecutive, tra cui una nella settimana 8 contro gli Houston Texans per 41-38 in cui l'attacco disputò una delle migliori prove dell'anno e Wilson passò un nuovo record di franchigia di 452 yard. Seguì un periodo di alti e bassi complici gli infortuni che posero fine alla stagione di Richard Sherman, Kam Chancellor e Cliff Avril. La squadra si trovò comunque con un bilancio di 8-4 all'inizio di dicembre ma perse tre delle ultime quattro gare, inclusa una pesante sconfitta casalinga per 42-7 contro i Los Angeles Rams, chiudendo con un bilancio di 9 vittorie e 7 sconfitte per la prima volta fuori dai playoff dalla stagione 2011. Russell Wilson divenne il primo giocatore della storia della squadra a guidare la lega in passaggi da touchdown con 34. La linea offensiva della squadra continuò ad essere una delle peggiori della NFL malgrado l'acquisizione a metà stagione del Pro Bowler Duane Brown dai Texans. A fine stagione diversi componenti dello staff degli allenatori furono licenziati, inclusi i coordinatori offensivo e difensivo, l'allenatore della offensive line e dei quarterback.

### 2018
Paul Allen, proprietario della franchigia dal 1996 e l'uomo che aveva impedito il suo trasferimento a Los Angeles, morì di cancro il 15 ottobre 2018 all'età di 65 anni.
Prima dell'inizio della stagione la squadra vide lo sciogliersi in difesa della celebre unità nota come Legion of Boom: Richard Sherman fu svincolato e firmò con i rivali di division dei San Francisco 49ers mentre Kam Chancellor si ritirò a causa di un infortunio al collo subito nella settimana 10 della stagione precedente. Altri membri vincitori del Super Bowl XLVIII nel 2013 a lasciare il club furono i defensive end Michael Bennett, scambiato con i Philadelphia Eagles, Cliff Avril, svincolato il 4 maggio 2018 e ritiratosi poco dopo, e il punter Jon Ryan. Anche i tight end Jimmy Graham e Luke Willson, il wide receiver Paul Richardson e il running back Thomas Rawls lasciarono la squadra come free agent. Con nuovi coordinatori sia in attacco che in difesa e tale sconvolgimento nel roster le attese attorno alla squadra erano basse, tanto che USA Today previde che avrebbe terminato col peggior record della NFC. Dopo due sconfitte invece, Seattle si risollevò anche grazie a un ritrovato gioco sulle corse, guidato dal running back al secondo anno Chris Carson. Nel penultimo turno i Seahawks batterono i Chiefs, la squadra col miglior record della AFC, assicurandosi la qualificazione ai playoff dopo un anno di assenza.
Nel turno delle wild card i Seahawks affrontarono i Dallas Cowboys. La squadra non riuscì però a imporre il suo gioco sulle corse e, assieme all'infortunio del kicker Sebastian Janikowski alla fine del primo tempo, terminò la prima frazione in svantaggio per 24-14. Nel secondo tempo vi fu un tentativo di rimonta che però si arrestò sul 24-22, chiudendo la stagione.

### 2019
Nel 2019 la squadra vide l'addio del ricevitore Doug Baldwin, ritiratosi per problemi fisici. Sul fronte degli arrivi invece il colpo principale fu l'arrivo del defensive end Pro Bowler Jadeveon Clowney, ottenuto in uno scambio con gli Houston Texans.
La stagione iniziò con due vittorie su Bengals e Steelers. Seguì una sconfitta contro i Saints che fu la prima a settembre in casa nell'era di Pete Carroll. La squadra si riprese poi battendo due rivali di division, Cardinals e Rams. Nella settimana 6 contro i Cleveland Browns, il tight end Will Dissly si ruppe il tendine d'Achille finendo in lista infortunati per la seconda stagione consecutiva. Sette giorni dopo vi fu il ritorno a Seattle di Earl Thomas con i Ravens che vinsero per 30-16, mentre Wilson disputò l'unica partita in stagione con un passer rating sotto il 100. Contro i Buccaneers il quarterback passò un massimo stagionale di 5 touchdown nella vittoria ai supplementari. Seguirono un'altra vittoria ai supplementari in trasferta contro i 49ers e una sconfitta contro i Rams, l'unica in trasferta della stagione. I Seahawks si ripresero contro i Carolina Panthers, centrando un posto nei playoff, prima di perdere le ultime due partite. Ciò fu causato anche dalla perdita per infortunio di tre running back nelle ultime gare, Chris Carson, Rashaad Penny e C.J. Prosise. Seattle rifirmò così il ritirato veterano Marshawn Lynch, terminando con il quinto record della NFC e affrontando gli Eagles, già battuti nella stagione regolare, nel turno delle wild card.

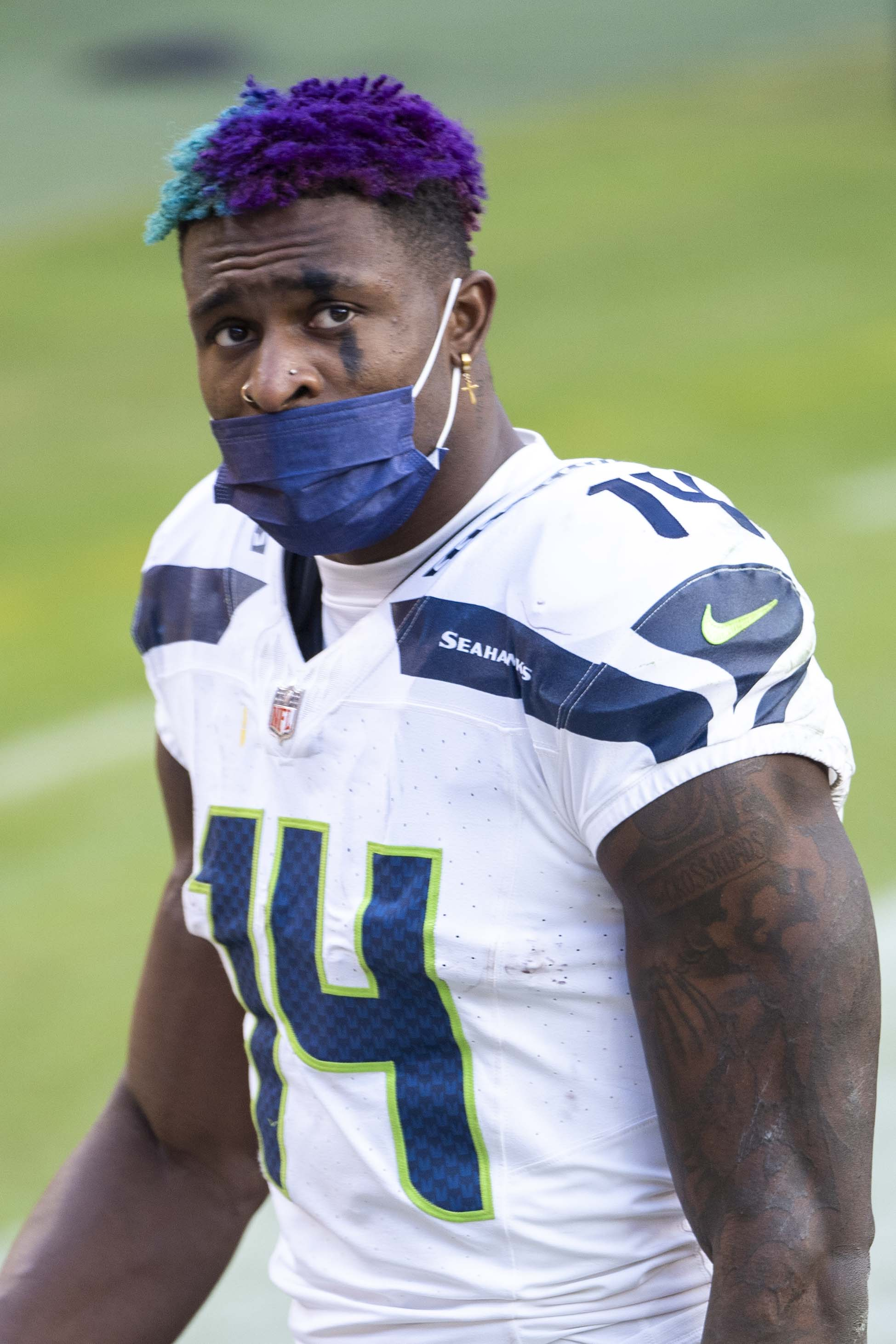
Nel 2020 D.K. Metcalf superò il record di franchigia di Steve Largent per yard ricevute in una stagione

Mentre la pass-rush della squadra fu virtualmente inesistente durante la stagione regolare (registrando solo 28 sack) la difesa si rifece nel primo turno di playoff, mettendo a segno 7 sack contro gli Eagles. D.K. Metcalf stabilì invece un record NFL per un rookie nei playoff ricevendo 160 yard andando a vincere con lo stesso punteggio della stagione regolare, 17-9. Nel Divisional round, i Seahawks affrontarono i Packers, perdendo 21-3 alla fine del primo tempo. Grazie a 2 touchdown di Lynch nel secondo tempo vi fu una rimonta che non fu però portata a termine. La stagione si chiuse con un controverso passaggio per un primo down da Aaron Rodgers a Jimmy Graham.

### 2020
I Seahawks prima dell'inizio della stagione acquisirono la safety All-Pro Jamal Adams dai New York Jets in un grosso scambio che spedì la safety Bradley McDougald, due scelte del primo giro e una scelta del terzo giro agli avversari. Nella prima gara della stagione, in trasferta contro gli Atlanta Falcons, la squadra abbandonò il suo stile di gioco improntato principalmente sulle corse per abbracciare una filosofia basata sui lunghi passaggi di Wilson Questi rispose completando 31 passaggi su 35 per 322 yard e 4 touchdown. Nelle successive due gare interne, senza tifosi presenti a causa delle restrizioni per il COVID-19, I Seahawks batterono i New England Patriots e i Dallas Cowboys, con Wilson che passò 5 touchdown in ognuna delle due gare, stabilendo un record per il maggior numero di touchdown passati nelle prime tre gare. Al contrario dell'attacco però la difesa continuò a concedere moltissime yard agli avversari. Una vittoria sui Miami Dolphins seguita da una vittoria in rimonta sui Minnesota Vikings segnarono la prima partenza con un record di 5-0 nella storia della franchigia. Dopo una sconfitta con i Cardinals, Seattle si riprese battendo i 49ers. Tuttavia, i pochi progressi della difesa furono azzerati contro i Buffalo Bills, concedendo 415 yard e 4 touchdown totali al quarterback Josh Allen, subendo la seconda sconfitta in tre settimane con 44 punti subiti, il massimo dell'era Carroll.
Il 19 novembre 2020, il CenturyLink Field cambiò il nome in Lumen Field. La stagione si chiuse con un record di 12–4, il secondo miglior record nella storia del club. Russell Wilson passò un record di franchigia di 40 touchdown. Il wide receiver D.K. Metcalf superò il record di squadra di Steve Largent per yard ricevute in una stagione con 1.303. Il kicker Jason Myers non sbagliò un solo field goal in tutta la stagione, portando le sue trasformazioni consecutive a 35, a partire dalla stagione precedente. Nel primo turno di playoff i Seahawks persero con i Rams. Fu la prima sconfitta in casa nella post-season dell'era Carroll.

### 2021
I Seahawks vinsero la prima partita giocata a Indianapolis, prima di perdere due gare consecutive. Dopo una vittoria sui 49ers, Russell Wilson si infortunò a un dito della mano utilizzata per lanciare nella settimana 5 contro i Rams, venendo costretto a saltare le prime tre gare in carriera. Durante la sua assenza la squadra ebbe un record di 1-2, battendo i Jacksonville Jaguars con Geno Smith come quarterback. Dopo una sconfitta per 10–20 contro i Rams nella settimana 15, i Seahawks soffrirono la prima stagione con un record negativo dal 2011, la prima e unica dell'era di Russell Wilson. La squadra chiuse con un record di 7-10, ultima nella propria division per la prima volta dal 1996, quando militava ancora nella AFC West.

### 2022
L'8 marzo 2022 si chiuse un'epoca per la franchigia di Seattle, con gli addii di Russell Wilson e Bobby Wagner, gli ultimi reduci della vittoria del Super Bowl. Wilson, assieme a una scelta del quarto giro, fu ceduto ai Denver Broncos in cambio di Drew Lock, Noah Fant e Shelby Harris, insieme alle scelte del primo giro del Draft 2022 e del 2023, due scelte del secondo e una del quinto giro. Wagner fu invece svincolato.

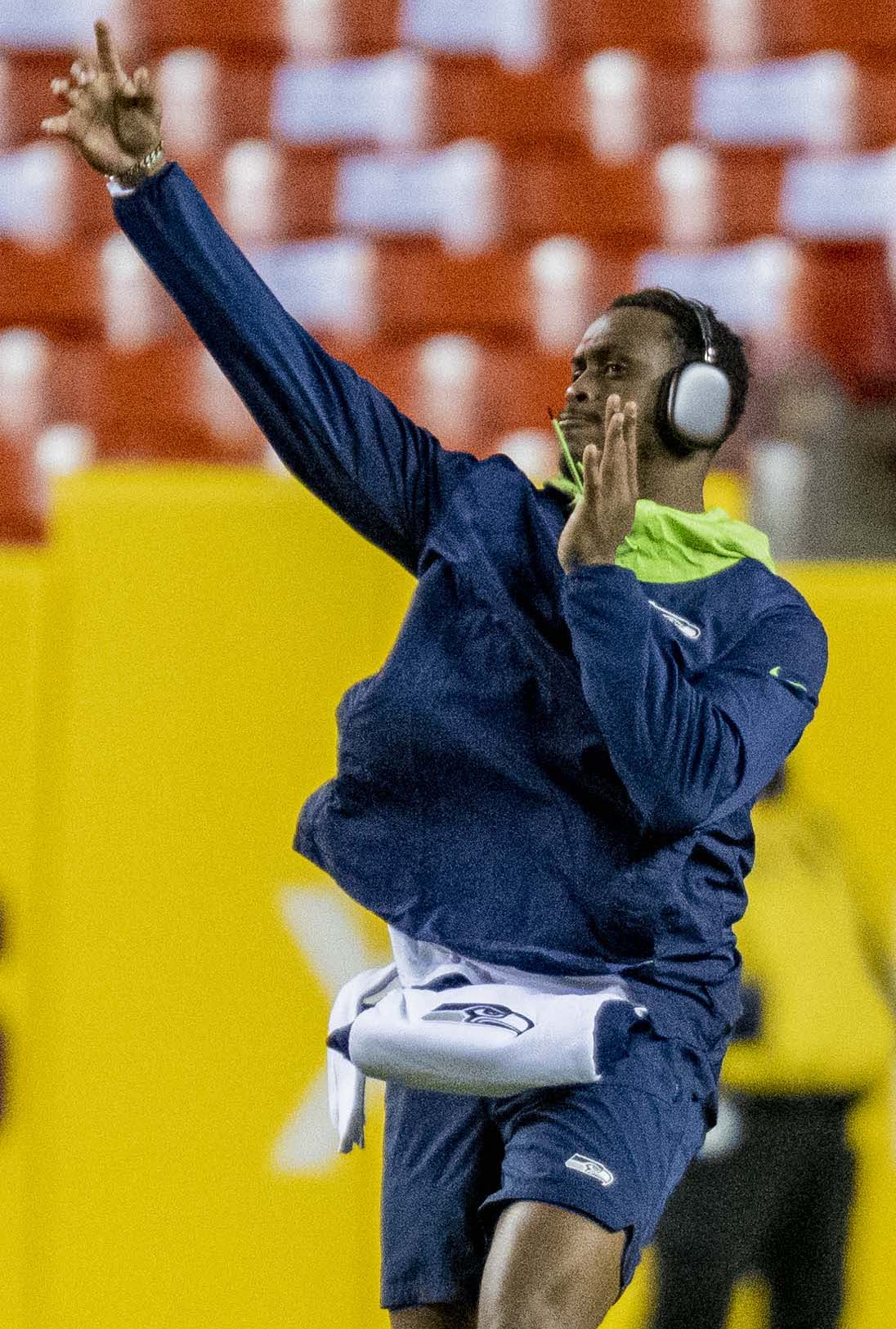
Il quarterback Geno Smith sostituì Russell Wilson come titolare nel 2022 e fu premiato come Comeback Player of the Year

A causa dell'addio di Wilson la stagione partì con bassissime aspettative da parte di tifosi e addetti ai lavori, con alcuni analisti che arrivarono a pronosticare per Seattle il peggior record della NFL. La rinascita del quarterback Geno Smith e un'ottima classe del Draft 2022 che portò quattro titolari (Charles Cross, Abraham Lucas, Kenneth Walker III e Tariq Woolen) invece sovvertirono i pronostici. I Seahawks aprirono l'annata con una vittoria di misura proprio contro Wilson e i Broncos, prima di subire due sconfitte. Nel quarto turno batterono in una battaglia offensiva i Lions, una vittoria che sarebbe risultata decisiva nel finale di stagione. Dopo una sconfitta con i Saints nella settimana 5, iniziò una striscia di quattro vittorie consecutive, battendo formazioni che avrebbero raggiunto i playoff come Chargers e Giants. Su un record di 6-3 a metà stagione, la squadra ebbe però un calo che la portò a vincere solamente una delle successive sei gare. Nel penultimo turno Seattle batté i Jets, presentandosi all'ultimo turno su un record di 8-8. Per accedere ai playoff i Seahawks avrebbero dovuto battere i Rams campioni in carica ma autori di una stagione negativa e sperare in una vittoria dei Lions sui Packers. Seattle faticò a battere i Rams, riuscendovi solo con un field goal ai tempi supplementari. Poche ore dopo i Lions, già eliminati dalla corsa alla post-season in virtù della vittoria di Seattle, batterono Green Bay. Detroit concluse con un record di 9-8 come i Seahawks, ma grazie alla vittoria del quarto turno nello scontro diretto fu Seattle a qualificarsi per l'ultimo posto nei playoff. Geno Smith stabilì diversi record stagionali di franchigia sui passaggi, oltre a guidare la NFL in percentuale di completamento, mentre il rookie Tariq Woolen guidò la NFL con 6 intercetti. Grazie alla pessima stagione di Wilson ai Broncos, inoltre, Seattle guadagnò anche la quinta scelta assoluta nel Draft NFL 2023.
Nel primo turno di playoff Seattle si presentò pesantemente sfavorita contro i San Francisco 49ers, testa di serie numero due del tabellone della NFC, contro cui aveva già perso due volte nella stagione regolare. In vantaggio per 17-16 alla fine del primo tempo, i Seahawks collassarono nel secondo, venendo eliminati con un punteggio di 41-23.

### 2023

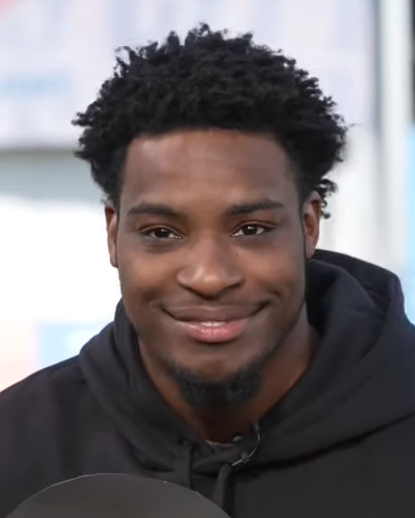
Nel Draft 2023 i Seahawks scelsero come quinto assoluto il cornerback Devon Witherspoon che fu subito convocato per il Pro Bowl

Il 13 marzo 2023, per sopperire alle grosse difficoltà della stagione precedente nella difesa sulle corse, i Seahawks firmarono Dre'Mont Jones, offrendogli il più ricco contratto concesso a un free agent dai tempi di Sidney Rice nel 2011. Fece anche ritorno Bobby Wagner con un contratto di un anno, in cui guidò la lega per la terza volta in placcaggi totali. Nel Draft 2023 Seattle poteva contare su due scelte del primo giro, con scelse il cornerback Devon Witherspoon e il wide receiver Jaxon Smith-Njigba.
Dopo un'imprevista sconfitta con i Rams all'esordio, Seattle conquistò le tre gare successive, inclusa una vittoria di prestigio contro i Lions che quell'anno avrebbero vinto la propria division. Nel quinto turno i Seahawks persero con i Bengals, dopo di che vinsero tre delle successive quattro gare, arrivando su un record di 6-3. Da quel momento, tuttavia, il calendario si fece più impegnativo, perdendo quattro gare consecutive contro squadre che avrebbero tutte raggiunto i playoff. Malgrado l'avere pareggiato il record di 9-8 dell'anno precedente vincendo tre delle ultime quattro gare, Seattle fu esclusa dai playoff nell'ultimo turno a causa della contemporanea vittoria dei Packers sui Bears. In questa stagione Geno Smith, pur non giocando ai livelli dell'anno precedente, stabilì il record NFL per un quarterback per il maggior numero di rimonte guidate nel quarto periodo e nei tempi supplementari.
Il 10 gennaio 2024 il capo-allenatore Pete Carroll acconsentì a lasciare la sua posizione dopo 14 stagioni per assumere il ruolo di consulente della squadra al termine della stagione. Carroll lasciò il suo ruolo come il capo-allenatore più vincente della storia della squadra.

## L'arrivo di Mike McDonald (2024-presente)

### 2024
Il 31 gennaio 2024 i Seahawks assunsero come nuovo capo-allenatore l'ex coordinatore difensivo dei Baltimore Ravens Mike Macdonald. La squadra passò così dall'avere il capo-allenatore più anziano della lega, a quello più giovane.
Aiutata da un calendario favorevole, la squadra vinse tutte le prime tre gare. Delle successive sei partite, tuttavia, Seattle ne vinse solo una contro i Falcons. La difesa nella seconda parte della stagione mostrò dei notevoli miglioramenti e, grazie a una vittoria sui rivali dei 49ers, iniziò una striscia di quattro vittorie consecutive, che riportò la squadra in orbita playoff. Tale striscia si chiuse con due sconfitte contro due squadre che avrebbero raggiunto i playoff come Packers e Vikings. Due vittorie negli ultimi due turni fecero migliorare a Seattle il record di 9-8 della stagione precedente, salendo a 10-7. Ciò non fu sufficiente però a fare ritorno ai playoff perché la vittoria della division andò ai Rams, che terminarono anch'essi con un bilancio di 10-7 ma si aggiudicarono la NFC West in virtù di un calendario più impegnativo. I Seahawks divennero la prima squadra dai Miami Dolphins del 2020 a vincere 10 gare e a non raggiungere i playoff e divennero la prima franchigia della storia a terminare due stagioni consecutive con più vittorie che sconfitte e non raggiungere i playoff in entrambe le occasioni.
Tra le note più positive della stagione 2024 vi furono il ricevitore al secondo anno Jaxon Smith-Njigba, che guidò la squadra in ricezioni, yard ricevute e touchdown su ricezione, venendo convocato per il suo primo Pro Bowl, e il defensive tackle Leonard Williams, che guidò la squadra in sack e fu convocato anch'egli per il Pro Bowl. A fine anno il coordinatore offensivo Ryan Grubb fu licenziato dopo una sola stagione.

### 2025
Il 26 gennaio 2025 Klint Kubiak fu assunto come coordinatore offensivo. Prima dell'inizio della stagione la squadra rivoluzionò il suo attacco. Il 5 marzo 2025 il ricevitore veterano Tyler Lockett fu svincolato dopo dieci stagioni, lasciando il club al secondo della storia della franchigia per ricezioni, yard ricevute e touchdown su ricezione. Il 7 marzo fu ceduto il quarterback titolare delle ultime tre stagioni, Geno Smith, ai Las Vegas Raiders, in cambio di una scelta del terzo giro del Draft 2025. Due giorni dopo fu ceduta un'altra stella, il wide receiver D.K. Metcalf, ai Pittsburgh Steelers per una scelta del secondo giro. Il 10 marzo Seattle si assicurò il quarterback free agent Sam Darnold, reduce dalla migliore stagione in carriera e dalla prima convocazione al Pro Bowl nell'unico anno con i Minnesota Vikings. Il 14 marzo firmó un contratto triennale il ricevitore nativo dello Stato di Washington ed ex MVP del Super Bowl Cooper Kupp. Nel Draft la squadra scelte nel primo giro la guardia da North Dakota State Grey Zabel.